# Chester A. Arthur

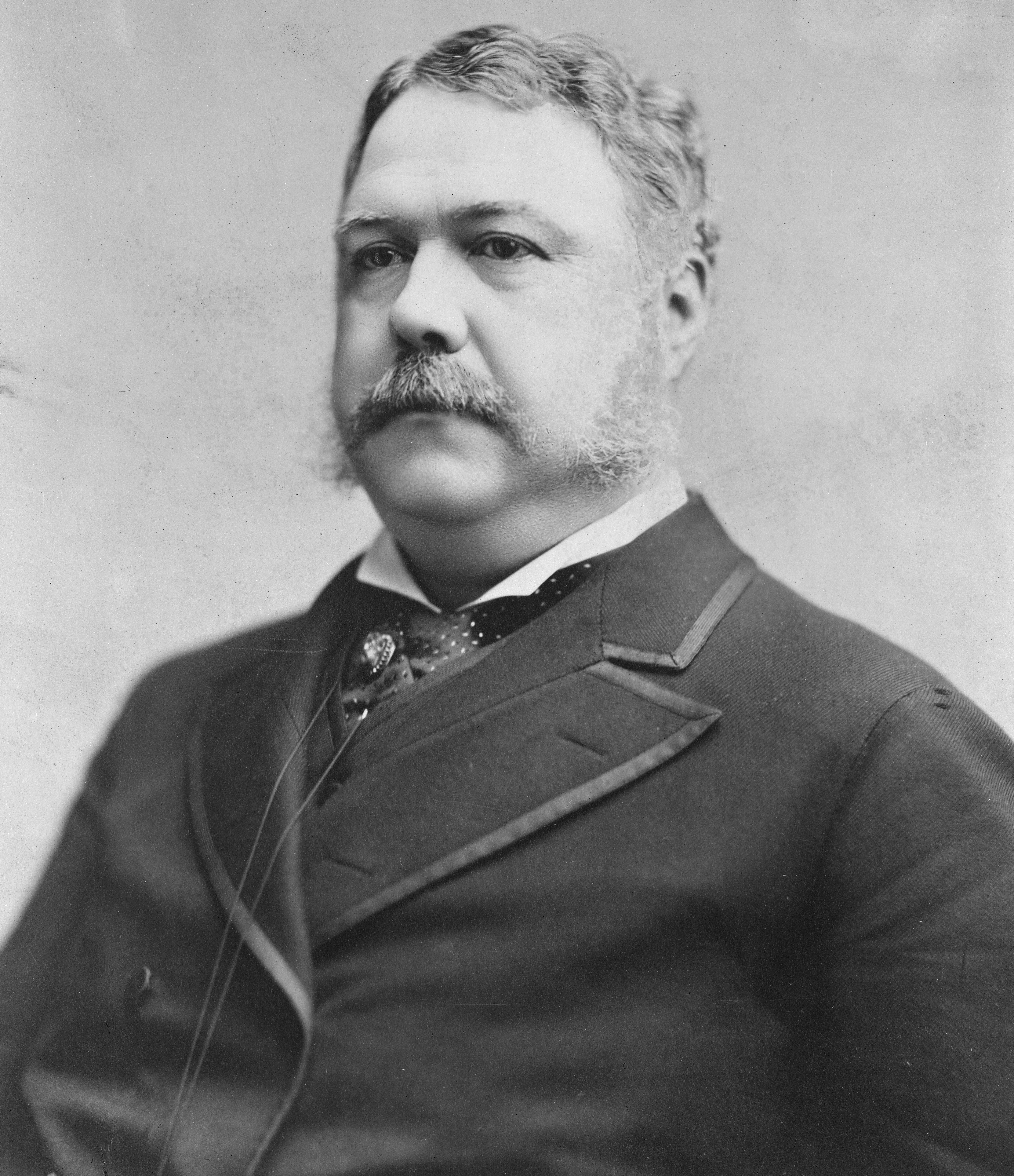
Chester Alan Arthur (1882)

Chester Alan Arthur (* 5. Oktober 1829 in Fairfield, Vermont; † 18. November 1886 in New York City, New York) war vom 4. März bis zum 19. September 1881 Vizepräsident und anschließend bis zum 4. März 1885 der 21. Präsident der Vereinigten Staaten. Er folgte Präsident James A. Garfield ins Weiße Haus, der an den Folgen eines Attentats gestorben war.
Arthur war ursprünglich Lehrer, bis er beim abolitionistischen Anwalt Erastus D. Culver eine juristische Laufbahn einschlug. Bald mit einer eigenen Anwaltspraxis versehen, verbrachte er die Zeit bis zum Ausbruch des Amerikanischen Bürgerkriegs in New York City und stieg bis in den Beraterstab von Gouverneur Edwin D. Morgan auf. Nur im Jahr 1857 verschlug eine abenteuerliche Unternehmung ihn für einige Monate in die Wirren des Blutenden Kansas (Bleeding Kansas). Im Sezessionskrieg diente er als Quartiermeister in der New Yorker Staatsgarde und stieg bis zum Generalmajor auf. Nach der Abwahl des republikanischen Gouverneurs verließ er 1863 die Unionsarmee. Danach konzentrierte er sich mehr und mehr auf die New Yorker Politik, wobei seine ersten Stellenbewerbungen für herausgehobene öffentliche Dienstposten im vom Ämterpatronage und Vetternwirtschaft gekennzeichneten Spoils System („Beutesystem“) ohne Erfolg blieben, bis er sich der „politischen Maschine“ der Stalwarts angeschlossen hatte. Arthur stieg rasch zu einem Stellvertreter des Stalwarts-Führers Roscoe Conkling auf. Neben der High Society New Yorks kam er somit auch in Kontakt mit Präsident Ulysses S. Grant. Im Jahr 1871 wurde er schließlich zum Leiter der Zollbehörde am New Yorker Hafen berufen.
Das Zollhaus war die größte Dienststelle im Land und der Schwerpunkt im nationalen Spoils-System, bei dem die Dienstposten nicht nach Eignung, sondern Verdiensten für die Partei oder gegen Spenden vergeben wurden. Als der den Reformern nahestehende Rutherford B. Hayes 1877 Präsident wurde, geriet Arthur, für viele die Personifikation des Spoils-Systems, zunehmend unter Druck. Erst nach langem Hin und Her wurde er Anfang 1879 durch Beschluss des Senats endgültig aus dem Amt entfernt. Zum Entsetzen der Reformer wurde Arthur auf dem Nominierungsparteitag (Republican National Convention) 1880 zum Running Mate von Präsidentschaftskandidat James A. Garfield bestimmt, um das Ticket zwischen Regionen und Faktionen auszubalancieren. Garfields kurze Präsidentschaft war von dessen erbitterten Konflikt mit Conkling geprägt, wobei Arthur seinem Mentor die Stange hielt. Nach dem Attentat auf Garfield beschädigte diese Parteinahme zusammen mit den Tatumständen, die eine vermeintliche persönliche Nähe des Attentäters zu Arthur implizierten, das öffentliche Ansehen des Vizepräsidenten erheblich, auch nachdem die Wahnhaftigkeit von Charles J. Guiteau zutage getreten war. Um auf keinen Fall den Eindruck zu hinterlassen, er wolle dem sterbenden Garfield die Macht entreißen, mied er dessen Nähe und blieb in seiner Residenz in Manhattan. Nach dem Tod des Präsidenten nahm ihm hier ein Richter den Amtseid ab.
Bis Anfang 1882 bildete Arthur sein Kabinett, das aus dem Kabinett Garfield nur Robert Todd Lincoln übernahm. Arthur leitete mit dem Pendleton Act Reformen des öffentlichen Dienstes im Sinne seines Vorgängers ein, die im Wesentlichen eine Stellenbesetzung nach Eignung einführte und der Dominanz der „politischen Maschinen“ ein Ende setzte. Außerdem begann er mit der Modernisierung der Flotte. Gegen den nativistisch motivierten Chinese Exclusion Act legte er entgegen der Parteilinie und der in Teilen sinophob eingestellten Öffentlichkeit sein Veto ein und erreichte eine Verkürzung des Einwanderungsstopps. Beim umstrittenen Flüsse- und Häfengesetz von 1882, dessen Gelder vor allem den Südstaaten und den lokalen Parteiapparaten zugutekamen, überstimmte der Kongress Arthurs Veto. Erst kurz im Amt mit der Diagnose eines tödlichen Nephrotischen Syndroms konfrontiert und in der Partei unter anderem wegen seiner Vetos politisch marginalisiert, suchte er 1884 nicht aktiv eine Wiederwahl und unterlag auf der Republican National Convention James G. Blaine. Keine zwei Jahre nachdem er das Weiße Haus verlassen hatte, starb Arthur im Herbst 1886.

## Leben

### Frühe Jahre und Ausbildung (1829–1852)

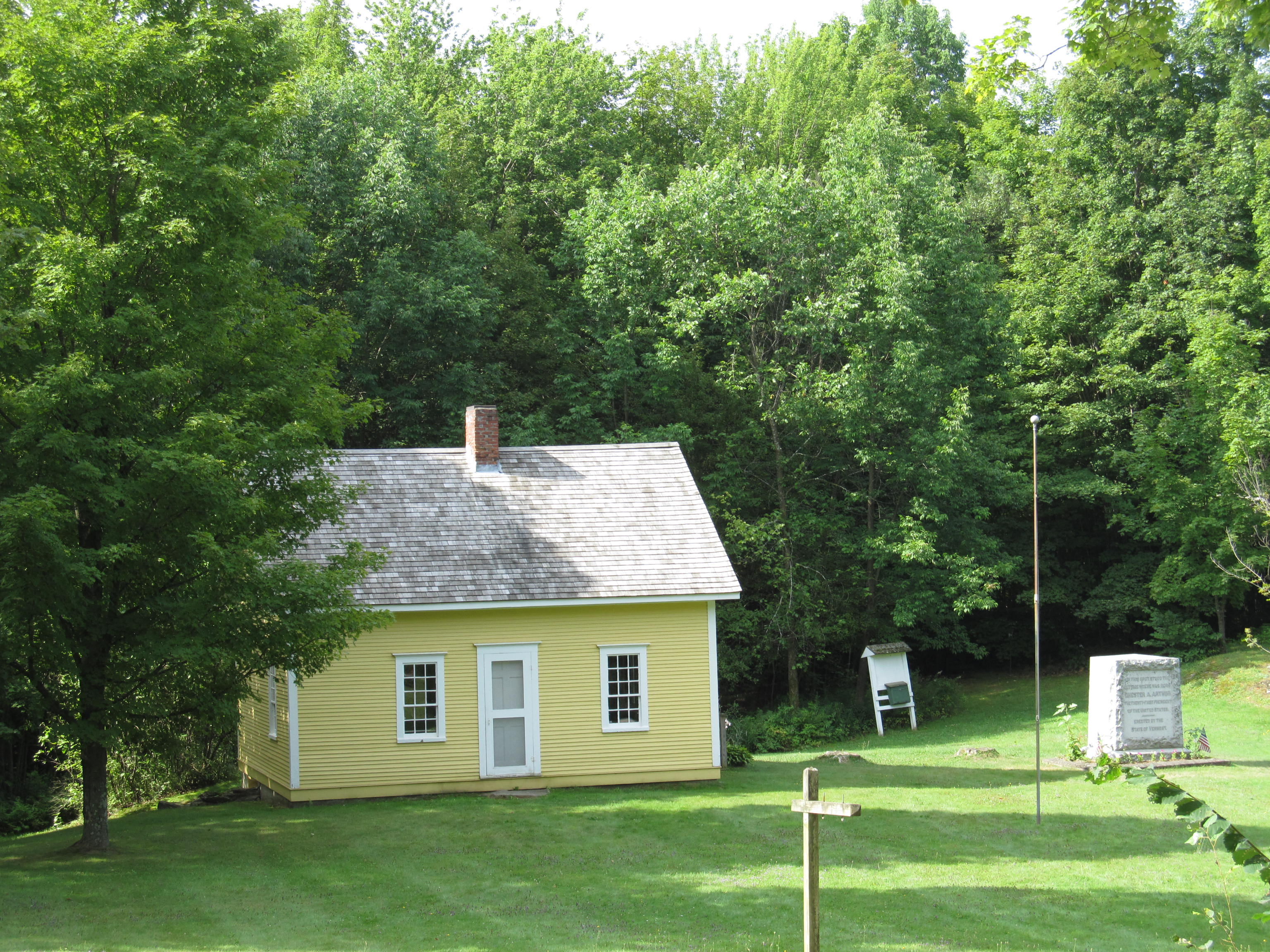
Nachbau des Geburtshauses von Arthur in der Chester Alan Arthur State Historic Site (2012)

Arthur wurde als fünftes von acht Kindern des Baptistenpredigers und überzeugten irischamerikanischen Abolitionisten William Arthur (1796–1875) und dessen Frau Malvina Stone (1802–1869) geboren. Er hatte sechs Schwestern und einen älteren Bruder. William Arthur war ein im County Antrim geborener Ulster-Schotte und im Jahr 1818 oder 1819 nach Québec ausgewandert. Er und die aus englischer Familie stammende Malvina Stone hatten 1821 in Berkshire, Vermont geheiratet. William Arthur arbeitete als Lehrer und studierte Rechtswissenschaften, bis er in Waterville zur baptistischen Kirche konvertierte und im Mai 1828 zum Geistlichen berufen wurde. Im Jahr 1829 war er in dieser Funktion in Chesters Geburtsort tätig. Seinen ersten Vornamen erhielt er nach dem Arzt Chester Abell, der die Geburt betreut hatte. In den 1870er Jahren machte sich Arthur aus Eitelkeit ein Jahr jünger; das falsche Geburtsjahr 1830 überlebte für hundert Jahre in der Literatur. Die Einschulung Chesters geschah in der Ortschaft Greenwich im Washington County. Als Chester zehn Jahre alt war, betreute sein Vater für mehrere Jahre eine Pfarrei in Union Village, New York und ab Juli 1844 im nahegelegenen Schenectady. Dort besuchte Chester zur Vorbereitung auf eine weiterführende Schule das Lyceum, und ab September 1845 das Union College. An dieser Bildungseinrichtung durchlief er bis 1848 das damalige, das Studium der antiken Klassiker im Original umfassende Curriculum. Insgesamt ein unauffälliger Schüler, aber mit Noten im oberen Leistungsdrittel, stach er einzig mit seinem leidenschaftlichen Abolitionismus hervor, den er von seinem Vater übernommen hatte.
Nach dem College-Abschluss arbeitete Arthur als Lehrer in New York und Vermont; seine erste Stelle brachte ihn in der zweiten Jahreshälfte 1848 nach Schaghticoke. Im Jahr darauf begann er an einer neu eröffneten Akademie in Ballston Spa Recht zu lernen. Nachdem er eine Zeit lang seine Studien bei den Eltern in Hoosick, New York fortgesetzt hatte, wurde er 1851 Lehrer einer Jungenschule in North Pownal, Vermont. Der Unterricht fand in einem Raum der Kirche statt, an der Arthurs Vater Pastor war. Im Jahr 1852 wurde er Rektor einer Schule in Cohoes, New York, wo seine Schwester Malvina Lehrerin war.

### Beruf und Familie (1853–1861)

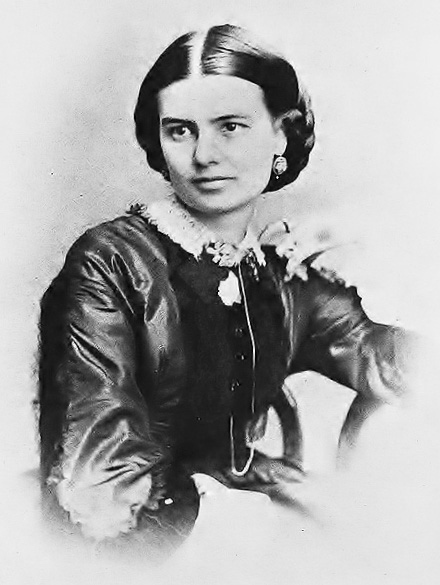
Nell Arthur (zwischen 1857 und 1870)

Im Jahr 1853 verließ er das Lehrpult, wurde Sekretär in der Kanzlei des bekannten abolitionistischen Rechtsanwalts Erastus D. Culver in New York City und erhielt 1854 die Zulassung als Anwalt nebst Aufnahme in die Sozietät Culvers. Mit Culver besuchte er 1855 eine Parteiversammlung der Free Soil Party („Freibodenpartei“), die gegen eine weitere Ausbreitung der Sklaverei in den Vereinigten Staaten eintrat, wie sie der Kansas-Nebraska Act von 1854 ermöglicht hatte. Arthur zeigte sich vom Pragmatismus der Free Soiler angetan, die nicht dogmatisch gegen die Sklaverei in den Südstaaten ankämpften, sondern gegen ihre Ausweitung in die Bundesterritorien und neuen Bundesstaaten agitierten. Im Oktober 1855 wurde er in ein Richteramt in Brooklyn gewählt. Im folgenden Jahr eröffnete er eine neue Anwaltskanzlei mit Henry D. Gardiner als Partner. Gleichfalls 1856 lernte er seine spätere Frau Ellen Lewis Herndon kennen. Sie war eine Nachfahrin von Hugh Mercer, einem patriotischen General im Unabhängigkeitskrieg, und stammte aus Virginia. Aufmerksam verfolgte er die Entwicklung der aufstrebenden Republikanischen Partei, die für viele Free Soiler zur neuen politischen Heimat wurde. Außerdem beschäftigte er sich ab 1856 mit dem in New York City virulenten System der Ämterpatronage und ihren Akteuren. Diese „politischen Maschinen“ hatten in den meisten Großstädten Wurzeln geschlagen und ihr Netzwerk aus Patronage und Ämtervergabe sich als anfällig für Korruption und Veruntreuung von Staatsgeldern gezeigt. Eine politische Karriere zu dieser Zeit war auf Bundes- oder Einzelstaatsebene nur über die Mitgliedschaft in einem dieser Netzwerke möglich. Anfang des 19. Jahrhunderts war dieses Phänomen noch als Spoils System („Beutesystem“) bekannt gewesen und bezeichnete die flächendeckende Stellenbesetzung der Verwaltung mit Parteigängern durch den jeweiligen Wahlsieger.
Trotz seiner Leidenschaft für Herndon entschloss sich Arthur 1857 mit Gardiner in das Kansas-Territorium aufzubrechen, weil sie in diesem kaum besiedelten Land Geschäftschancen erblickten, beispielsweise mit Bodenspekulationen bei der Erschließung. Vor Ort hatte sich der durch den Kansas-Nebraska Act entflammte Konflikt zwischen Abolitionisten und Sklavereianhängern mittlerweile zu teilweise bürgerkriegsähnlichen Verhältnissen verschlimmert (Bleeding Kansas). Arthur und Gardiner, der gleichfalls mit den Free Soilern sympathisierte, gingen auch nach Kansas, um dort die Sache der Abolitionisten zu unterstützen. Sie gelangten unter dem Schutz von General James Henry Lane und einem Sheriff vom abolitionistischen Lawrence nach Lecompton, der Hochburg der Sklavenhalter und Konkurrenz-Hauptstadt des Territoriums. Erschrocken von den chaotischen Zuständen und der Gewalt, kehrten beide binnen wenigen Monaten nach New York zurück. Kurz darauf trat Arthur den Republikanern bei. Das gab ihm Gelegenheit, sich mit der Oberschicht der Stadt zu sozialisieren und in republikanischen Kreisen zu einem gern gesehenen Gast zu werden.
Im Jahr 1858 begab sich Arthur erstmals in die Südstaaten; in Fredericksburg, Virginia traf er die Eltern seiner Liebsten. Am 3. Februar 1858 wurde Arthur von der New York State Militia als Rechtsoffizier einberufen. Am 25. Oktober 1859 heirateten Arthur und Herndon. Die kirchliche Trauung fand an der Cavalry Episcopal Church in New York statt; anschließend bezog das Paar eine Wohnung in der 21st Street in Manhattan. Aus der Ehe gingen drei Kinder hervor, sein erster Sohn William Lewis wurde am 10. Dezember 1860 geboren. Der Sohn Chester Alan (1864–1937) und die Tochter Ellen Hansbrough (1871–1915) erreichten das Erwachsenenalter. Ellen Arthur starb am 2. Januar 1880 an einer Lungenentzündung.

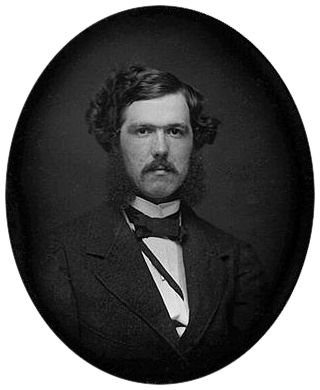
Chester A. Arthur in jüngeren Jahren als Anwalt (1859)

Edwin D. Morgan, der neu gewählte Gouverneur von New York, nahm Arthur 1860 in seinen Beraterstab auf. Beide kannten sich bis dahin nicht, aber fanden schnell zueinander. Anfangs waren seine Aufgaben, für die er nicht bezahlt wurde, vorwiegend repräsentativer Natur, beispielsweise die Begleitung Morgans zu offiziellen Anlässen. Im März 1860 fand der für Aufsehen sorgende Rechtsfall Lemmon v. New York vor dem Appellationsgericht (New York Court of Appeals) seinen Abschluss. Dieser Fall war von Culver 1855 übernommen worden. In der Sache ging es um ein Ehepaar aus Virginia, das in Begleitung von acht Sklaven New York bereist hatte. Auf den Antrag eines freien Schwarzen hin hatte Richter Elijah Paine eine Haftprüfung gemäß Habeas Corpus anberaumt und die Sklaven schließlich auf freien Fuß gesetzt. Im folgenden Rechtsstreit vertraten Culver und Arthur die Freigelassenen als Rechtsbeistände.

### General im Amerikanischen Bürgerkrieg und Einstieg in die „politische Maschine“ (1861–1865)
Nachdem die Sezessionkrise im April 1861 im Angriff auf Fort Sumter durch Truppen der Konföderierten Staaten von Amerika kulminierte und der Sezessionskrieg seinen Anfang nahm, entschied die State Legislature New Yorks auf Aushebung einer Armee mit einer Truppenstärke von 30.000 Mann. Bereits einen Tag nach dem Fall Fort Sumters wurde Arthur als Offizier der Staatsgarde in das Büro des Generalquartiermeisters von New York bestellt und er zum Brigadegeneral ernannt. Sein Bemühen um das Kommando über eine Kampfeinheit hatte er wegen Komplikationen eingestellt. Für Arthur war der Bürgerkrieg eine familiäre Angelegenheit, denn die Verwandten seiner Gattin in Virginia unterstützten größtenteils die Südstaaten. Seine Aufgabe im Stab bestand darin, die Versorgung der neuen Armee zu sichern und sie bei der Verlegung der Truppen aus Neuengland über New York an die Front logistisch zu unterstützen. Arthur arbeitete sich schnell in dieses Gebiet ein und der beeindruckte Gouverneur ernannte ihn bereits Ende April zum Stellvertreter des Generalquartiermeisters. Er setzte marktwirtschaftliche Methoden des Wettbewerbs ein, indem er den Betrieb der Feldküchen per Ausschreibung an den günstigsten Anbieter auslagerte, was die Ausgaben entlastete. Bis Ende Juli sorgte er für den Transport von 38 Regimentern in den Süden, wobei er sie in New York auf Long Island, Rikers Island, Staten Island und im Central Park unterbrachte. Im Herbst beförderte ihn Morgan zum Generalmajor. Nach der Trent-Affäre im November 1861 und der durch sie ausgelösten Angst vor einem Kriegseintritt der Royal Navy auf Seiten der Südstaaten, wurde ein Komitee eingerichtet, das Pläne zur Verteidigung des New Yorker Hafens vorlegen sollte. Arthur wurde zum Ausschussvorsitzenden bestimmt.
Im Frühjahr kam Arthur das einzige Mal in die Nähe der Kriegsfront und erblickte Feldlazarette in Fredericksburg, Virginia und am Chickahominy River, bevor er im April wieder zurück nach New York beordert wurde. Am 10. Juli 1862 wurde er zum Generalquartiermeister der New Yorker Staatsgarde ernannt. Neben den bisherigen Aufgaben lagen nun auch die Inspektion der Befestigungsanlagen New Yorks und die Rekrutierung von 120.000 Mann in seiner Verantwortung. Bei den Gouverneurswahlen Ende 1862 gewann der Demokrat Horatio Seymour, weswegen Arthur als Republikaner mit seiner Entlassung als Generalquartiermeister zum 1. Januar 1863 rechnen musste. Zum Ende seiner Dienstzeit stellte er ein Handbuch über die Arbeit eines Quartiermeisters zusammen und meldete dem neuen Gouverneur, insgesamt 68 Regimenter an die Front gebracht zu haben. Die mehrjährige enge Zusammenarbeit mit Morgan hatte ihm die Stabilisierung seiner Position in der „politischen Maschine“ der New Yorker Republikaner ermöglicht. Dabei kam ihm außerdem zugute, dass er sich auf dem gesellschaftlichen Parkett wohl fühlte und sein stattlich eingerichtetes Anwesen in Manhattan zu einem Treffpunkt der führenden Klassen wurde. Mit tatkräftiger Unterstützung seiner Frau glänzte Arthur als Gastgeber, wobei er reichhaltige Speisen, Alkohol und Zigarren auch als Instrument bei Verhandlungen einsetzte.
Anfang 1863 entschied er sich gegen eine Freiwilligenmeldung für die Unionstruppen und nahm die Anwaltstätigkeit wieder auf, um abzuwarten, ob sich die politische Lage in New York für ihn wieder günstiger entwickelte und ein Spitzendienstposten in Reichweite kam. Bei Arthurs Klienten ging es oft um Vertragsstreitigkeiten zwischen Geschäftsleuten und Staatsbehörden, was sich als einträgliches Geschäftsfeld erwies. Im Juli 1863 starb Arthurs erstgeborener Sohn an einer durch eine Infektion ausgelösten Enzephalitis. Er hielt sich nun häufiger in Washington, D.C. auf, wo er Lobbyarbeit für Klienten ausübte. Im Juni 1864 war er auf dem Nominierungsparteitag der Republikaner (Republican National Convention) in Baltimore und erlebte mit wenig Begeisterung die Wahl Abraham Lincolns zum Präsidentschaftskandidaten. Bei der Gouverneurswahl gewann der Radikale Republikaner Reuben Fenton. Arthur bewarb sich bei der neuen Administration des Bundesstaats für das Amt eines Inspektors der Aufsichtsbehörde (Office of Inspector General), wurde zu seiner Enttäuschung aber nicht berücksichtigt.

### Unter der Patronage von Edwin D. Morgan und Roscoe Conkling (1865–1870)

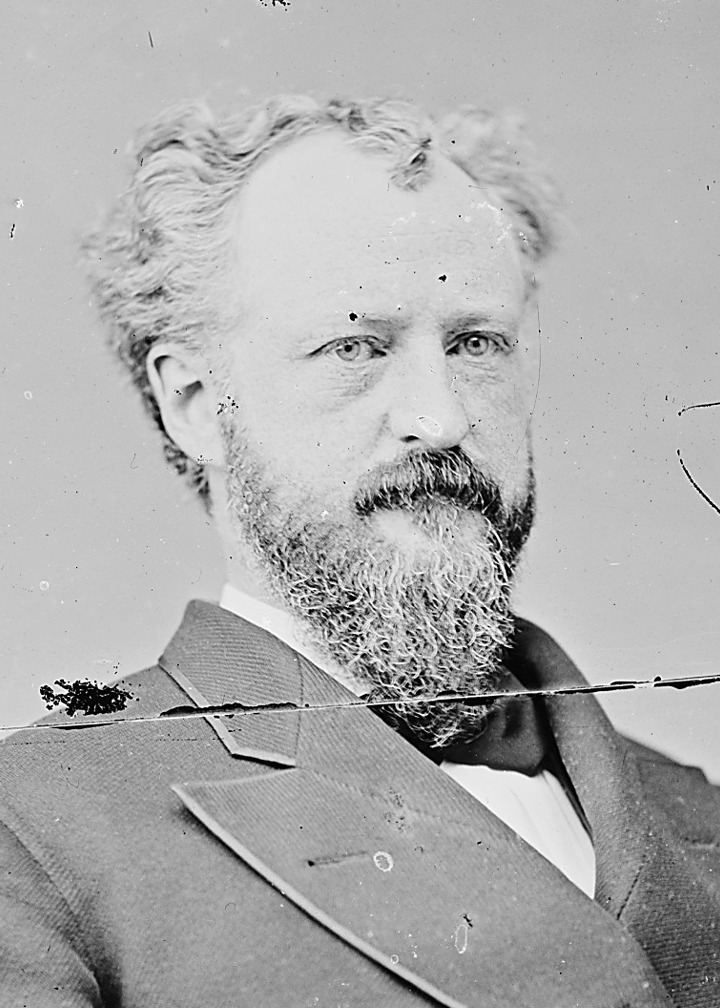
Roscoe Conkling (Mathew B. Brady, zwischen 1861 und 1865)

Nach dem Kriegsende profitierte Arthur davon, dass sein Patron Morgan nun Senator für New York war. Dieser führte den Vorsitz in einem Parteikomitee, dass die Stellenbesetzung im United States Postal Service durchführen sollte, und engagierte Arthur mit dem Einsammeln von „Parteispenden“. Diese waren im Spoils-System eine zwingende Voraussetzung, um einen Dienstposten in der Verwaltung zu erhalten. Morgan verschaffte Arthur außerdem eine offizielle Einladung zur zweiten Amtseinführung von Lincoln im März 1865. Er teilte nicht die ideologische Leidenschaft der Radikalen Republikaner, die zu dieser Zeit den Capitol Hill beherrschten und sich vor allem um eine Neuordnung der früheren Sklavenstaaten bemühten, sondern schloss sich einem Zirkel konservativer Republikaner aus New York an, dem Außenminister William H. Seward, der für seine umfangreiche Patronage berüchtigte Politiker und Verleger Thurlow Weed sowie der Kongressabgeordnete Roscoe Conkling angehörten. Conkling galt als der kommende Mann in der Partei und war wegen seines überbordenden Selbstbewusstseins auch als „Lord Roscoe“ und „Apollo des Senats“ bekannt. Die politische Feindschaft mit seinem Erzrivalen James G. Blaine aus Maine wurde in den 1870er Jahren ein wesentlicher politischer Faktor. Der Kampf zwischen Conklings Stalwarts und Blaines Half-Breeds prägte nicht nur die Partei, sondern das ganze Land. Bis zu den Kongresswahlen 1868 blieb Arthur noch der Patronage von Morgan verpflichtet; nach dessen Abwahl unterstellte er sich der „politischen Maschine“ des mittlerweile Senator gewordenen Conkling.
Mit prominenten New Yorker Freunden, darunter die Politiker Charles J. Folger und Richard Crowley sowie General George H. Sharpe, als Referenz bemühte sich Arthur 1866 um einen lukrativen Posten im öffentlichen Dienst. Er hatte dabei vor allem eine hohen Verdienst versprechende Anstellung beim Obersten Zolleinnehmer im New Yorker Hafen im Blick. Die Behörde spielte eine Schlüsselrolle im Patronagesystem New Yorks und versprach neben einträglichen Pfründen auch Macht und Einfluss in der Partei. Mit Unterstützung Weeds sprach Arthur für seine Sache in der Hauptstadt vor, wieder ohne Erfolg. Zurück in New York musste er nach dem Tod seines Partners Gardiner die Anwaltskanzlei allein fortführen. Arthur saß 1867 als Delegierter seiner Ortsgruppe im Exekutivkomitee der Republikaner von New York City. Der Ausschuss entschied über die Parteikandidaten in den jeweiligen Wahlkreisen. Im Präsidentschaftswahljahr 1868 beschränkte Arthur seine Anwaltstätigkeiten und engagierte sich im Wahlkampf von Ulysses S. Grant. So wurde er Vorsitzender des Central Grant Clubs von New York und Mitglied im Spendenkomitee des Bundesstaats. Am Ende ging New York dank massiven, durch die demokratische „Parteimaschine“ Tammany Hall organisierten Wahlbetrugs an Grants Gegner Horatio Seymour. Mit dem Wahlsieg des Stalwarts Grant und dem Tode ihrer Führers Thaddeus Stevens wenige Monate zuvor endete die Hochzeit der Radikalen Republikaner. Fortan dominierten im politischen Diskurs die persönlichen Machtkämpfe zwischen den „politischen Maschinen“ der Parteibosse. In der Folge profitierte Arthur von diesem Wandel und war nach dem Wegfall von Morgan als Patron von Anfang an fest im Lager der Stalwarts verankert. Die Reformer hingegen verloren nach der Wahl Grants an Einfluss auf den Kongress und zeigten sich in den 1870er Jahren der Dominanz der „politischen Maschinen“ unterlegen. Keine der Faktionen bei Republikanern und Demokraten integrierte sie vollends und die Half-Breeds unterstützten den Ruf nach einer Verwaltungsreform nur, wenn es den Stalwarts schadete. Was den Reformern vor allem Gehör verschaffte, war, dass ihre führenden Köpfe wie zum Beispiel Charles Francis Adams, Sr. und Charles Eliot Norton den angesehensten Familien des Landes angehörten.
Mit seinem neuen Patron Conkling hatte Arthur einige Gemeinsamkeiten; beide schätzten die feinen Dinge des Lebens und ernteten in der Öffentlichkeit teilweise Spott wegen ihrem aufwändigen Lebens- und Kleidungsstil. Sie entwickelten eine symbiotische Beziehung, in der allein Conkling die Richtung vorgab. Bald hatte sich Arthur als „Leutnant“ Conklings etabliert. Im Jahr 1869 wurde Arthur hoch bezahlter Rechtsberater der städtischen Steuerkommission. Bei einem damaligen Durchschnittseinkommen von etwas über 500 US-Dollar verdiente er 10000. Weil zu dieser Zeit der Dominanz von William Tweeds Tammany Hall in New York Steuerbetrug gang und gäbe war, wurde Arthur später ungern auf diese Tätigkeit angesprochen. Arthurs enger Freund Tom Murphy wurde 1870 Leiter der Zollbehörde für den New Yorker Hafen.

### Oberster Zolleinnehmer in New York (1871–1877)

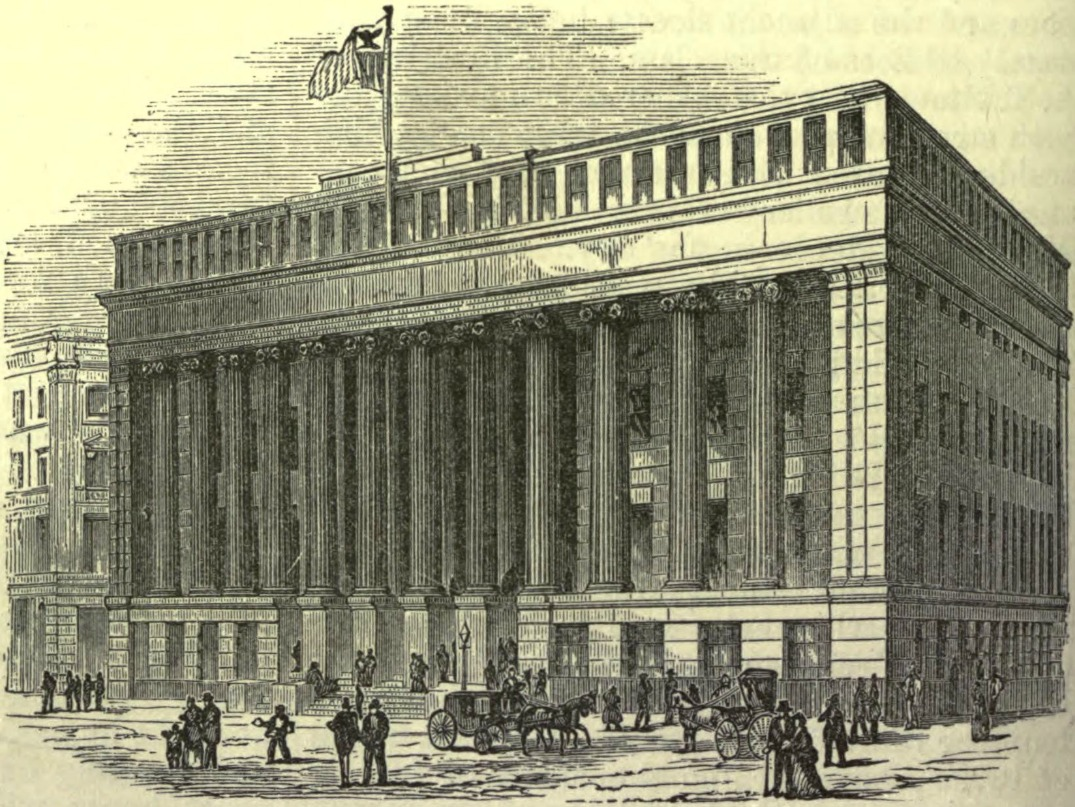
New Yorker Zollbehörde (1879)

Im Jahr 1871 musste Murphy wegen Korruptions- und Betrugsvorwürfen die Leitung der Zollbehörde abgeben. Dieser und Conkling schlugen dem amerikanischen Präsident Arthur als Nachfolger vor. Am 1. Dezember trat er seinen Dienst auf dem lang ersehnten Posten an. Die in Wall Street 55 residierende Behörde war mit Abstand die größte im Land, auch nach der massiven Vergrößerung des öffentlichen Dienstes des Bundes in den 1870er Jahren, und erbrachte mehr als ein Drittel der Staatseinnahmen der Vereinigten Staaten. 75 % aller Zolleinnahmen des Landes fielen im New Yorker Hafen an. Mit einem Jahreseinkommen von 50000 US-Dollar hatte er ein dem Präsidenten vergleichbares Gehalt. Arthur wie auch die anderen 1300 Behördenmitarbeiter profitierten dabei erheblich vom gesetzlich festgeschriebenen Moiety-System („Hälfte-System“), das eine prozentuale Beteiligung der jeweiligen Zollbeamten an beschlagnahmter Schmuggelware oder Strafzahlungen vorsah. Trotz seiner nunmehr erreichten hohen Position sahen die Kritiker Arthurs in ihm einen bloßen Befehlsempfänger Conklings.
Er saß nun an einer zentralen Schaltstelle im Spoils-Systems und konnte als politischer Mäzen selbst Patronage gewähren und Posten vergeben, häufig gegen Parteispenden als Ämterkauf, oder sie als Verhandlungsmasse einsetzen. So versorgte er zwei Schwager und andere Familienangehörige mit Pfründen. Regelmäßig nahm er an Besprechungen mit Conkling, Grant und dessen Gefolge Teil. Arthurs politischer Einfluss reichte weit über die Grenzen des Bundesstaats New York hinaus. Arthur war ein überzeugter Anhänger des Präsidenten; allen Beschäftigten seiner Behörde zog er einen Teil des Gehalts als „freiwillige Spende“ für Grant ab. Ansonsten führte er die Dienststelle eher zurückhaltend und änderte nichts an der bisherigen Verwaltungspraxis. Weil in New York immer noch die mittlerweile von John Kelly geführte Tammany Hall die Stadt dominierte, musste Arthur mit dieser immer wieder Absprachen treffen.
Ab 1872 begann sich in der Bevölkerung eine Stimmung gegen das Moiety-System und dessen Profiteure auszubreiten. Die Wirtschaftskrise nach dem Gründerkrach von 1873 verstärkte diese Tendenz, der die Reformer politisch stärkte. Im Jahr 1874 gerieten die Auswüchse von Spoils-Systems und „politischer Maschine“ beim New Yorker Zoll an die breite Öffentlichkeit, als sich der Geschäftsmann William E. Dodge gegen Behördenwillkür zur Wehr setzte. Als er dort Waren unter Wert deklariert hatte, hatte er Arthur die angegebene Differenz erstattet. Durch einen Brief des Bezirksstaatsanwalts (District Attorney) erfuhr Dodge, dass Arthur ihn um 15000 US-Dollar übervorteilt hatte. Das Ganze führte zur Einrichtung eines Untersuchungsausschusses im Kongress der Vereinigten Staaten. Dieser förderte zutage, dass Strafzölle nicht in der vorgeschriebenen Höhe erhoben und an den Bund abgeführt wurden, sondern in teilweise willkürlich festgesetzter Höhe in der eigenen Tasche oder der Partei landeten. Im Juni hob der Kongress das Moiety-System auf. Für Arthur bedeutete dies einen erheblichen Einkommensverlust von 80 %. Auch sein politischer Einfluss schien zu schrumpfen, denn bei den Wahlen 1874 mussten die Republikaner in New York Verluste einstecken. So gingen die Mehrheit im Kongress von New York (New York State Legislature) und das Gouverneursamt an die Demokraten. Im folgenden Jahr bestätigte der mittlerweile von Conkling kontrollierte Senat der Vereinigten Staaten Arthur für vier Jahre im Amt. Trotz des Untersuchungsausschusses von 1875 handhabte Arthur die Führung der Zollbehörde wie gehabt. Er stand sich gut mit dem Weißen Haus und den Republikanern von Capitol Hill, weil er ihren Wünschen folgte und sie oder Freunde mit Posten versorgen konnte. Außerdem brachte er der Partei erhebliche Gelder ein und war nicht in zu viele Skandale verwickelt, vor dem Hintergrund eines von Affären geplagten Kabinetts.
Auf der Republican National Convention 1876 in Cincinnati agierte er als floor manager („Parkettmanager“) für Conkling. In dieser Funktion hielt er die Delegierten auf Kurs und führte für den gemäß der damaligen Konventionen auf dem Parteitag abwesenden Kandidaten die Unterhandlungen mit anderen Lagern. In Cincinnati schlug die Stimmung für Conkling jedoch um und Rutherford B. Hayes wurde zum Präsidentschaftskandidaten nominiert. Für Hayes hatte vor allem gesprochen, dass er unbelastet von den zahlreichen Affären der Grant-Administration und ihrem Spoils-System war. Er trat gegen den reformorientierten Demokraten Samuel J. Tilden an, der als Gouverneur von New York die Macht der „politischen Maschine“ Tammany Hall seines Parteikollegen Tweeds gebrochen hatte. Hayes siegte am Ende in der zumindest bis 2000 umstrittensten Präsidentschaftswahl in der amerikanischen Geschichte. Zwar hatte Arthur für Conkling auf der National Convention die Nominierung Blaines verhindern können, aber keiner von beiden hegte Sympathien für Hayes. Er betrieb daher kaum Wahlkampf für Hayes, aber ließ ihm aus der Zollbehörde „freiwillige Spenden“ von über 70000 US-Dollar zukommen. Statt der nationalen Bühne ging es Arthur vielmehr um die Politik in New York. Hier hatte er mit Rückschlägen zu kämpfen, denn bei den Wahlen 1876 im Bundesstaat verloren sämtliche der von ihm protegierten Kandidaten, auch sein alter Freund Morgan.

### Konflikt mit Präsident Hayes und Ablösung als Oberster Zolleinnehmer (1877–79)
Bei seiner Antrittsrede als Präsident Anfang März 1877 führte Hayes eine Verwaltungsreform zur „gründlichen, radikalen und vollständigen“ Modernisierung des öffentlichen Dienstes als den zentralen Baustein des Regierungsprogramms an, was weder bei Stalwarts noch Half-Breeds auf Zustimmung stieß. Ihr Verdruss wurde dadurch vergrößert, dass mit Innenminister Carl Schurz und Finanzminister John Sherman zwei Reformer in das Kabinett berufen wurden. Am 9. April 1877 erfuhr die Öffentlichkeit, dass der Präsident einen Ausschuss zur Untersuchung der Vorgänge an den Zollstellen in New York, Philadelphia, Boston und drei weiteren Hafenstädten ins Leben gerufen hatte. Ein Unterkomitee unter der Leitung von John Jay konzentrierte sich bei der Untersuchung auf die Zollbehörde in New York, womit Arthur sich im Zentrum eines die ganze Nation beschäftigenden Skandals wiederfand. Es war die erste Untersuchung, die gegen Arthur lief. Bis dahin hatte er einen guten Ruf genossen, denn das Spoils-System wurde zwar zunehmend als korrupt erachtet, aber nicht er als Person. Aus diesem Grund hatten 1875 selbst die Reformer für eine zweite Amtszeit Arthurs als oberstem Zolleinnehmer gestimmt.
Am 14. April 1877 klärte Finanzminister Sherman den einberufenen Arthur über die Hintergründe auf und gestattete ihm einen der drei Inspektoren seiner Behörde zu bestimmen. Am 23. April machte er als erster von 90 Zeugen seine Aussage vor dem Untersuchungsausschuss. Ende Mai stellte das Komitee seinen Bericht vor. In diesem wurden dem New Yorker Zoll schwerwiegende Defizite und Versäumnisse attestiert. Arthur selbst wurde außer der notorischen Verspätung im Dienst kein persönliches Fehlverhalten nachgewiesen, allerdings wurde er dafür kritisiert, die Missstände ignoriert zu haben. Die Behörde insgesamt wurden als überdimensioniert bewertet und eine Stellenkürzung um 20 % sowie die ersatzlose Streichung vieler herausgehobener Ämter empfohlen. Außerdem stellte die Jay-Kommission bei den Zollstellen ein hohes Maß an Korruption und Bestechlichkeit sowie eine laxe Verwaltung fest. Der Finanzminister forderte von Arthur einen Stellenabbau beim New Yorker Zoll und zukünftig die Einstellung von qualifiziertem Personal. Arthur sagte Sherman einen Stellenabbau von 12 % zu, aber der Handelskammer von New York ging das nicht weit genug. Sie traute Arthur keine Verwaltungsreform zu, der die Vorwürfe gegen sich relativierte und sie vor allem auf die Vorgänger schob. Am 22. Juni untersagte Präsident Hayes Bundesbediensteten in einer Parteiorganisation tätig zu sein, womit das Spoils-Systems infrage gestellt war. Neben der von ihm priorisierten Verwaltungsreform war für Hayes in dieser Sache die Befreiung der Republikaner von der Dominanz der Stalwarts ein weiteres Handlungsmotiv.
Den Sommer über drängten die Reformer Hayes auf eine Ablösung von Arthur als Oberstem Zolleinnehmer, bis der Präsident im September Sherman mitteilte, dass er Arthurs Rücktritt wünsche. Der Finanzminister lud Arthur für den 6. September nach Washington ein, teilte seine Entlassung aber schon vorher der Presse mit. Erbost zögerte Arthur seine Reise nach Washington heraus und verweigerte stur den Rücktritt. Im Oktober entschied eine Sondersitzung des Kongresses über die Besetzungsliste des Weißen Hauses für herausgehobene Dienstposten. Als Nachfolger für Arthur stand dort Theodore Roosevelt senior. Conkling konnte jedoch im Senat im Dezember 1877 eine Nominierung von Roosevelt verhindern, so dass faktisch weiterhin Arthur Leiter der New Yorker Zollbehörde war. Der Stalwarts-Führer machte geltend, dass nach dem Tenure of Office Act („Amtsdauergesetz“), der 1868 die Grundlage für das Amtsenthebungsverfahren gegen Andrew Johnson gewesen war, der Präsident Arthur nur mit Zustimmung des Senats entlassen könne. Für Hayes war diese Niederlage eine politische Demütigung, die er nicht auf sich sitzen lassen wollte. Im Frühling 1878 machten sich in der Hauptstadt und in New York zudem Gerüchte breit, dass Arthur sich nicht um die Empfehlungen der Jay-Kommission scherte.
Obwohl er noch vor kurzem seine Entlassung betrieben hatte, bat Sherman Anfang 1878 Arthur um Versorgung von Freunden im Spoils-System des New Yorker Zolls. Arthur verweigerte dem Finanzminister diesen Gefallen und veröffentlichte zur Empörung Shermans ihren Briefwechsel. Hayes beharrte weiterhin auf einer Ablösung Arthurs, dem er im Wesentlichen vorwarf, die Behörde als „politische Maschine“ zu missbrauchen und die eigentlichen Verwaltungsaufgaben des Zolls zum Schaden des Steuerzahlers zu vernachlässigen. Es wurde ein zweiter Untersuchungsausschuss eingerichtet, der sich auf den New Yorker Zoll konzentrierte. Um den von Conkling kontrollierten Senat zu umgehen, wartete der Präsident auf eine sitzungsfreie Zeit und gab am 7. Juli 1878 die Ablösung Arthurs durch Edwin Atkins Merritt bekannt. Arthur beharrte auf einen Senatsbeschluss und sah sich weiter im Amt. Die Kampagne von Hayes gegen ihn hatte Arthur zwar in das Rampenlicht der Öffentlichkeit gerückt, aber sein Ruf alles andere als ruiniert. Im Gegenteil wurde er nicht nur zu einem Liebling der Stalwarts, sondern von anderen Faktionen, die gegen das Weiße Haus opponierten, weshalb der Konflikt auch nach Arthurs endgültiger Entlassung kurz darauf in der Berichterstattung und politischen Debatte weiterhin thematisiert wurde. Sogar die Demokraten machten in der Hoffnung auf eine Spaltung der Republikaner Arthur und Conkling Avancen.
Die Anhörungen im Senat zur Bestätigung von Merritt begannen im Januar 1879. In einer Erklärung legte Sherman dem Senat die Misswirtschaft Arthurs dar und im Gegensatz dazu erste Erfolge Merritts. Arthur beharrte auf der Gesetzeswidrigkeit seiner Entlassung. Als Sherman sein politisches Schicksal mit dieser Frage verknüpfte, bestätigte im Februar eine knappe Mehrheit im Senat die Personalentscheidung des Präsidenten. Arthur kehrte zu seiner Anwaltspraxis zurück. Im Februar 1879 bestimmten ihn die Republikaner zum Vorsitzenden des Zentralkomitees, wobei dank Arthur wieder beträchtliche Geldsummen in die Kriegskasse flossen. Außerdem wurde er mit Unterstützung Conklings Parteichef der New Yorker Republikaner. Nur wenige Blöcke von seinem Haus entfernt führte er die Partei vom Fifth Avenue Hotel aus, dem langjährigen Hauptquartier der New Yorker Republikaner. Schon zuvor waren das Luxushotel und das nahegelegene Delmonico’s Restaurant zu einer zweiten Heimat mit Büro-Funktion für ihn geworden. Im Vorfeld der Gouverneurswahlen wurde Arthur als Kandidat gehandelt, aber er unterstützte die Kampagne seines früheren Mitarbeitenden Alonzo B. Cornell und führte ihn in die High Society New Yorks ein.

### Vizepräsidentschaftskandidat und Wahlsieg 1880

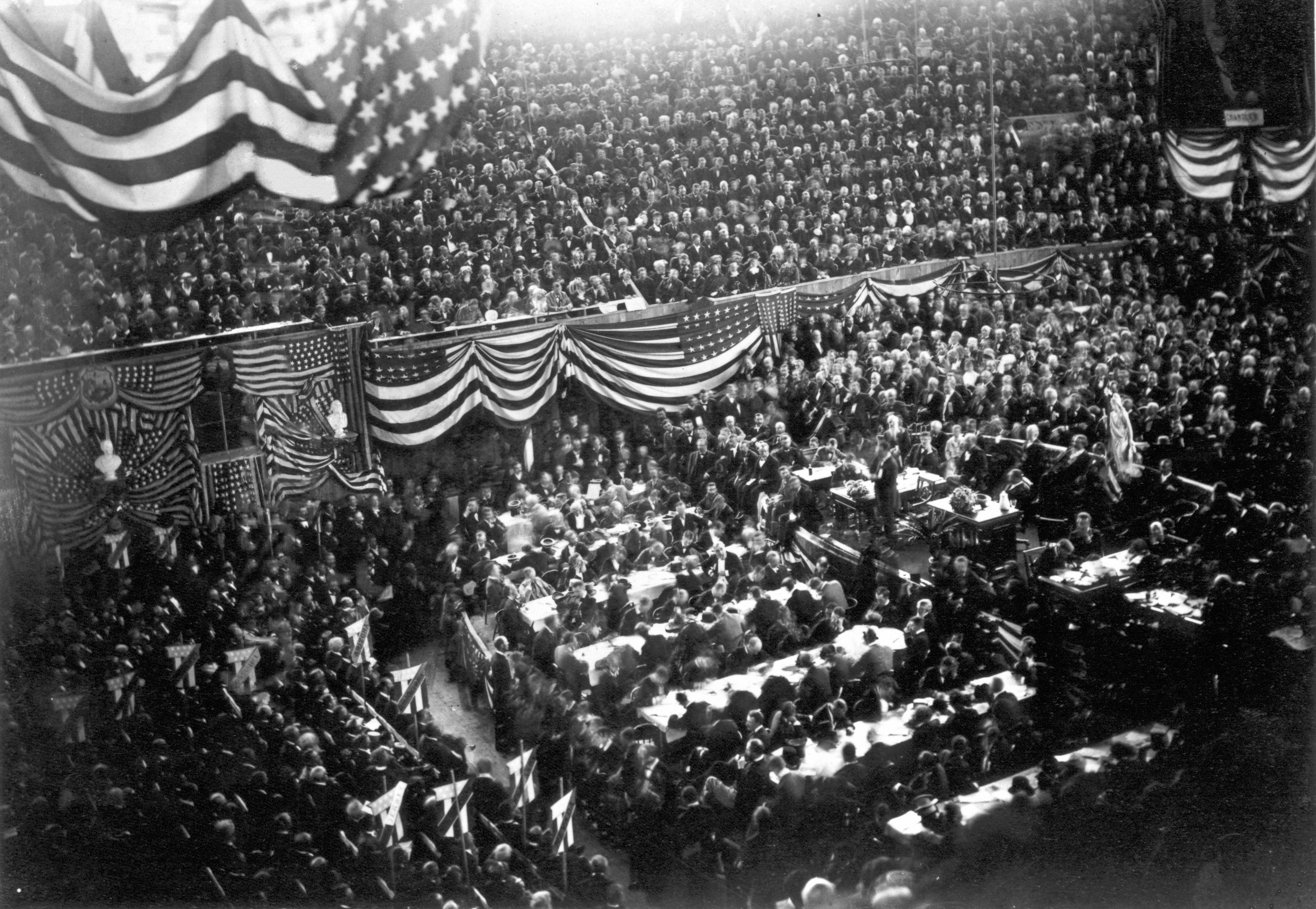
Republican National Convention 1880

Am 12. Januar 1880 starb Nell Arthur im Beisein ihres Mannes an einer Lungenentzündung, die sie sich zwei Tage zuvor zugezogen hatte. Bei der Präsidentschaftswahl 1880 kämpften Conkling und Arthur für eine dritte Amtszeit Grants. Dieser sah sich zwar dem Vorwurf ausgesetzt, sein einziges Programm sei er selbst, andererseits sahen viele in ihm jemanden, der die zerstrittene Partei wieder einen konnte. Der Blaine-Flügel hatte jedoch kein Interesse an einer Kandidatur Grants mit den Stalwarts als treibender Kraft. Präsident Hayes hatte sich mit seinen Reformanstrengungen in der Partei nicht nur Freunde gemacht und eine erneute Kandidatur vor der National Convention bereits ausgeschlossen. Auf dem Landesparteitag New Yorks Ende Februar, der die Delegation für den Nominierungsparteitag festlegte, konnten sie etliche Delegierte aus ihrem Lager unterbringen. Mit der optimistischen Annahme, dass auf der Republican Convention Grant im ersten Wahldurchgang die Nominierung gewann, reiste Arthur nach Chicago. Er fungierte dort als Leiter der New Yorker Delegierten. Während der ersten 35 Wahldurchgängen blockierten sich Grant und Blaine gegenseitig, so dass keiner die erforderliche Zweidrittelmehrheit erreichen konnte. Weil weder Stalwarts noch Half-Breeds bereit waren nachzugeben, kam es im 36. Durchgang zur Wahl des Überraschungskandidaten James A. Garfield, einem langjährigen Kongressmitglied und Unionsgeneral im Sezessionskrieg. Garfield gehörte weder Stalwarts noch Half-Breeds an und galt auch nicht als ein Gefolgsmann von Hayes. Seine Berater schlugen als Geste an den Conkling-Flügel die Nominierung des in der Partei allgemein beliebten Arthurs als Running Mate vor. Außerdem sollten so die Wahlchancen in New York erhöht werden. Schon vor der Convention hatten Levi P. Morton und Cornell diese Möglichkeit erörtert.
Jahre später sprach eine Reportage von William Hudson in diesem Zusammenhang von einer erhitzten Diskussion zwischen Arthur und Conkling, der seinen Schützling nicht als Vizepräsident an sich vorbeiziehen lassen wollte und die Siegchancen von Garfield sehr skeptisch einschätzte. Arthur habe jedoch erklärt, dass dieses Amt eine größere Ehre sei, als er sich je habe erhoffen können. Hudsons Artikel wurde zwar in der Folge häufig von Historikern zitiert, dessen Wahrhaftigkeit aber nie bestätigt. Gesichert ist aber, dass sich nach der Annahme der von der Convention bestätigten Nominierung – Arthur siegte im ersten Wahldurchgang gegen seinen Hauptkonkurrenten Elihu B. Washburne – das Verhältnis zwischen Conkling und Arthur verschlechterte.
Präsidentschaftskandidat Garfield setzte sich für die Weiterführung von Verwaltungsreformen im Steuer- und Zollwesen ein. Die Wahlprogramme der Republikaner und Demokraten machten jedoch beide nur zaghafte Reformvorschläge. In der Bevölkerung wurden trotz der Reformversuche von Hayes mehrheitlich die Republikaner als Profiteure des Spoils Systems gesehen. Weil Arthur als die Verkörperung des Pöstchenjägers in den „politischen Maschinen“ des Gilded Age galt, war der Reformflügel mit seiner Aufstellung als Vizepräsidentschaftskandidat sehr unglücklich. Finanzminister Sherman, der auf dem Nominierungsparteitag mit seiner eigenen Präsidentschaftskandidatur gescheitert war, bezeichnete die Entscheidung für Arthur als eine „lächerliche Burleske“. Arthur, überrascht von der ihm entgegen gebrachten Verachtung, mied das öffentliche Rampenlicht. An einer zu seinem feierlichen Empfang versammelten Menschenmenge am Bahnhof Grand Central Terminal schmuggelten ihn seine Freunde vorbei. In der nächsten Nacht zwang ihn eine Menschenmenge vor seinem Haus mehr oder weniger, sich zu zeigen und mit ihnen zu feiern.

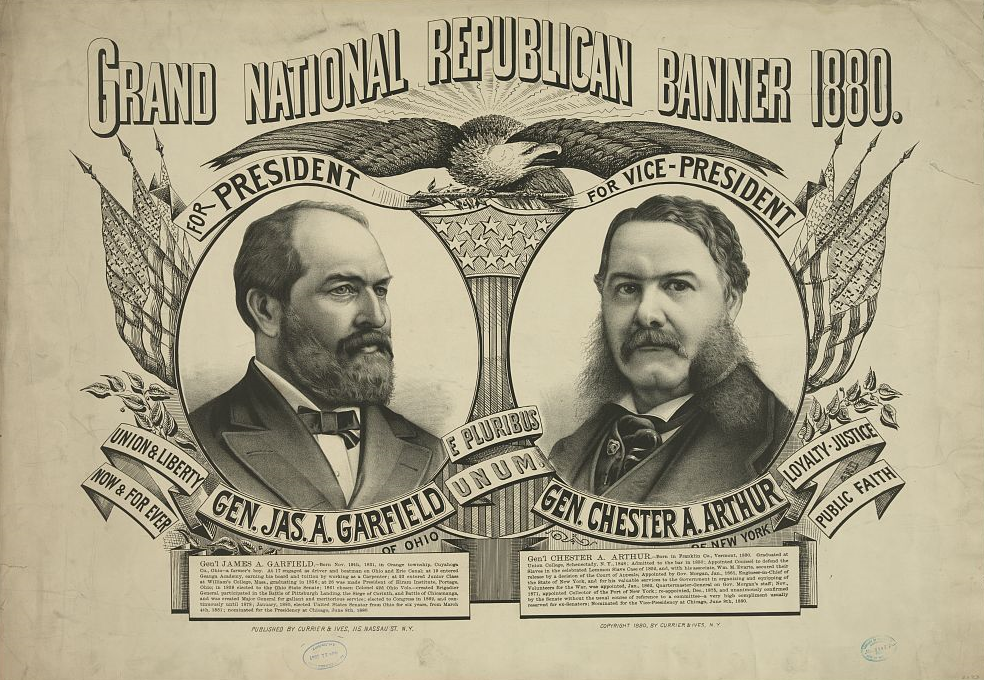
Wahlkampfbanner des Tickets Garfield/Arthur 1880

Wie damals üblich gingen die Kandidaten selbst kaum auf Wahlkundgebungen. Garfield führte von seiner Residenz in Mentor, Ohio aus eine Front Porch Campaign („Veranda-Kampagne“) und Arthur glänzte vor allem als Fundraiser, was sich als ein Schlüssel für den späteren Wahlsieg erwies. Bedeutende Parteispender in New York waren Jay Gould und J. P. Morgan. Um sich die Unterstützung der Stalwarts zu sichern, reiste Garfield Anfang August nach New York City. Hier kam es zum Affront, als Conkling dem Treffen im Fifth Avenue Hotel fernblieb; erfolglos bemühten sich Arthur und Thomas C. Platt darum, die Situation zu retten. Am Ende gingen sowohl Garfield als auch die Stalwarts davon aus, vom jeweils anderen die gewünschten Zusagen erhalten zu haben, was sich später als Missverständnis herausstellen sollte. Später konnte Arthur Conkling zu einem Besuch in Mentor überreden. Für den republikanischen Wahlkampf in New York konnte Arthur Innenminister Schurz, den Stalwart Benjamin H. Brewster, den Prediger Henry Ward Beecher, den früheren Außenminister Hamilton Fish, Mark Twain und weitere prominente Landsleute als Redner gewinnen. Als sich nach dem Verlust Maines an die Demokraten Conkling und Grant zu einer Wahlkampftour durch Ohio und Indiana entschieden, übernahm Arthur die Planung und Organisation. In Indiana, das für den Wahlausgang neben New York von entscheidender Bedeutung war, setzte Arthur außerdem Ex-Senator Stephen Wallace Dorsey als Wahlkampfleiter ein, der beim Stimmenfang auf ungesetzliche Methoden wie zum Beispiel Stimmenkauf zurückgriff, damit aber am Ende Erfolg hatte.
Der Wahlkampf 1880 zeichnete sich vor allem dadurch aus, dass es zwischen den Republikanern und Demokraten nur wenig programmatische Unterschiede gab und die Auseinandersetzung sich um Personen und die bessere Parteiorganisation drehte. Weil sich Teile der Arbeiter und Farmer von keiner der beiden Parteien wahrgenommen fühlten, wandten sie sich der United States Greenback Party unter James B. Weaver zu. Für die meisten Wähler jedoch spielten die wenigen inhaltlichen Debatten des Wahlkampfes keine Rolle und sie orientierten sich daran, welche „politische Maschine“ attraktivere Werbeartikel oder das bessere Unterhaltungsprogramm bei ihren Kundgebungen im Angebot hatte. Wie die Politiker dieser Ära sahen sie nichts Verwerfliches daran, im Regierungshandeln hauptsächlich den persönlichen Vorteil zu suchen.

### Amtseinführung als Vizepräsident und Attentat auf den Präsidenten (1881)

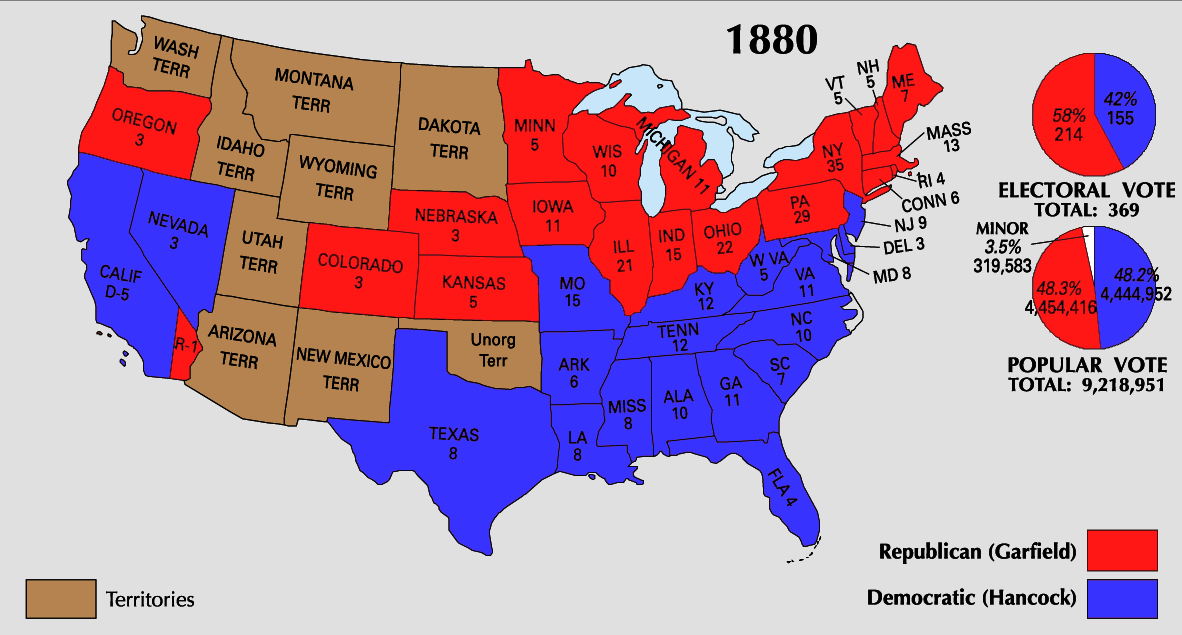
Ergebnisse der Präsidentschaftswahl 1880 im Überblick

Am 2. November 1880 siegten die Republikaner beim Popular Vote zwar nur knapp, sicherten sich aber im Electoral College eine deutlichere Mehrheit. Die Spaltung zwischen Nord- und Südstaaten blieb politisch bestehen, denn während die Republikaner im Solid South keinen Bundesstaat gewinnen konnten, gingen die Demokraten nördlich der Mason-Dixon Linie leer aus. Die Wahl bescherte den Republikanern außerdem eine Mehrheit im Kongress (Unified government). Nach der Wahl hielt sich Arthur den Winter über in Albany auf, um in das Rennen um den offenen Senatssitz für New York einzugreifen. Zudem setzte er sich bei Garfield bei der fälligen Stellenbesetzung der neuen Administration für Stalwarts ein. Am Tag der Amtseinführung des Präsidenten, dem 4. März 1881, hielt Arthur eine kurze Rede vor dem Senat und wurde dann dort vom Obersten Bundesrichter Morrison R. Waite als Vizepräsident vereidigt. Am 18. März entschied er im Senat zwei Abstimmungen mit seiner Stimme für die Republikaner. Der Senat war mit 37:37 genau Pari zwischen Demokraten und Republikanern, weshalb die Stimme des Vizepräsidenten als Sitzungsleiter des Senats die entscheidende war.
Die kurze Präsidentschaft Garfields wurde vom Konflikt zwischen Stalwarts und Half-Breeds überschattet. Zwar hatten die Stalwarts nach dem Scheitern Grants in Chicago mit Arthur die Vizepräsidentschaft erhalten, aber im Kabinett lag die Balance deutlich zu ihren Ungunsten, nicht zuletzt weil Garfield Blaine zum Außenminister bestimmte. Dieser redete dem Präsidenten anschließend die Idee aus, Conkling in das Kabinett zu berufen. Vor allem auf Blaines Betreiben hin nominierte Garfield mit William H. Robertson einen Half-Breed zum Obersten Zolleinnehmer im New Yorker Hafen. Sobald diese Nominierung Arthur in seiner Funktion als Senatspräsident erreichte, gab er die Information an Conkling weiter. Dieser provozierte einen Eklat und nannte den Vorschlag des Präsidenten eine „Perfidie ohne Gleichen“. Garfield machte aus diesem Streit nun einen grundsätzlichen Machtkonflikt zwischen Kapitol und Weißem Haus, das seit den Tagen Lincolns deutlich an Einfluss verloren hatte. In dieser persönlichen Auseinandersetzung zwischen Präsident und Conkling zögerte Arthur keinen Augenblick; er hielt seinem Mentor die Stange und betrieb Lobbyarbeit für ihn. Selbst als sich die politische Stimmung drehte, die Mehrheit im Senat gegen Conkling schwenkte und dieser in Hoffnung auf eine überwältigende Wiederwahl in einem letzten Manöver als Senator zurücktrat, wich Arthur, seit mehr als zehn Jahren an das Schicksal seines Mentors gekettet, nicht von dessen Seite, während nun selbst viele Stalwarts von Conkling genug hatten. In der Öffentlichkeit litt Arthurs Ansehen erheblich und es wurden vermehrt Stimmen laut, die Arthurs Eignung zum Vizepräsidenten infrage stellten. Er selbst mied nach der Nominierung Robertsons jeden Kontakt zum Präsidenten und kam nur dann in die Hauptstadt, wenn er eine Senatssitzung leiten musste.

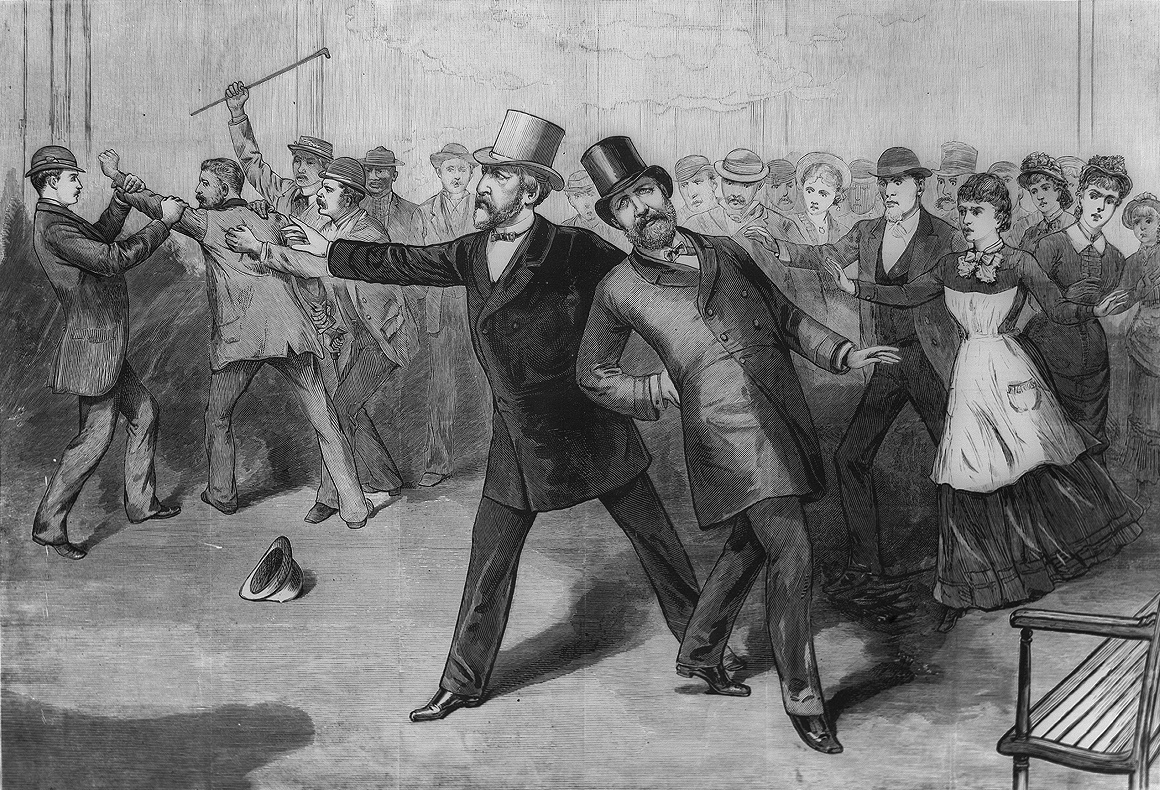
Das Attentat auf Präsident Garfield (Mitte rechts); links neben ihm Außenminister Blaine. Am linken Bildrand ist die Festnahme Guiteaus zu sehen (Frank Leslie’s Illustrated Newspaper vom 16. Juli 1881)

Am Morgen des 2. Juli wurde Präsident Garfield in Beisein Blaines beim Betreten des Bahnhofs Baltimore & Potomac Station (spätere Pennsylvania Station) in Washington von Charles J. Guiteau angeschossen. Bei seiner Festnahme unmittelbar nach dem Attentat sagte dieser: „I did it and will go to jail for it. I am a Stalwart and Arthur will be President.“ („Ich habe es getan und gehe dafür ins Gefängnis. Ich bin ein Stalwart und Arthur der nächste Präsident“). Dieser Fakt und seine Treue zu Conkling bei dessen Konflikt mit Garfield führte dazu, dass Arthur in Teilen der Presse mit dem Attentat in Verbindung gebracht wurde. Am nächsten Tag kam es für Arthur noch schlimmer, denn in der Wohnung des Attentäters wurde ein Brief an ihn gefunden, in dem Guiteau Vorschläge für ein Kabinett Arthur skizzierte. An eine Beteiligung Arthurs an eine Mordverschwörung gegen Garfield glaubten nur wenige in der Öffentlichkeit; die meisten machten die negativen Auswirkungen des Spoil Systems für das Attentat verantwortlich. Während des Prozesses, bei dem die Verteidiger wegen der Wahnvorstellungen ihres Klienten für die damalige Zeit neuartig auf geistige Unzurechnungsfähigkeit plädierten, bis zu seiner Hinrichtung rechnete Guiteau fest damit, dass Arthur ihm helfen werde. Am 23. Januar 1882 sprachen ihn die Geschworenen für schuldig und das Gericht verhängte die Todesstrafe. Arthur ließ zwar einen Einspruch gegen die Exekution in letzter Minute zu, machte aber nicht von seinem Begnadigungsrecht Gebrauch, so dass Guiteau am 30. Juni 1882 hingerichtet wurde.
Arthur war mit Conkling in New York unterwegs, als er vom Attentat auf Garfield erfuhr. Sichtlich erschüttert kehrte er in sein Hotel zurück und wartete weitere Telegramme ab. Die Nachrichten am Abend deuteten darauf hin, dass der Präsident die Nacht nicht überleben werde. Diese Ungewissheit in Verbindung mit den für Arthur peinlichen Tatumständen ließen ihn erst eine Fahrt nach Washington meiden. Erst im Todesfall Garfields beabsichtigte er, den Weg auf sich zu nehmen. Unter allen Umständen wollte er den Eindruck vermeiden, er sei begierig auf die Präsidentschaft.

### Tod Garfields und Amtsnachfolge (1881)

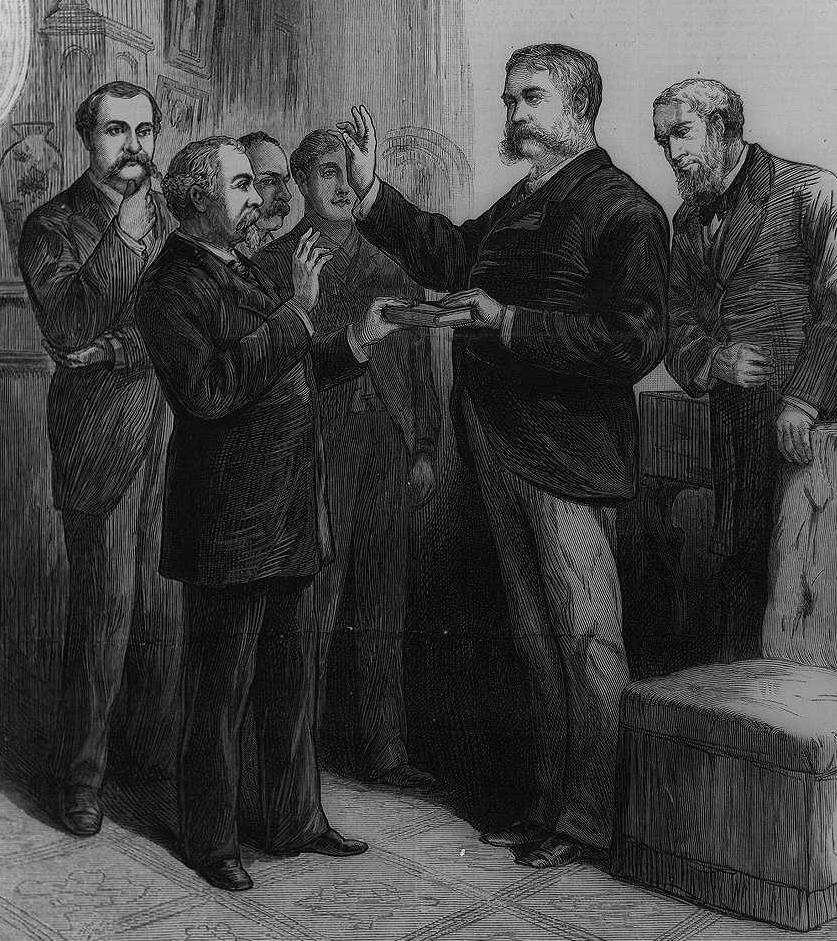
Arthur bei seiner Vereidigung zum Präsidenten in seiner Wohnung in der Lexington Avenue

Schließlich bat ihn Blaine in der Nacht des 3. Juli 1881 im Namen des gesamten Kabinetts dringend, nach Washington zu kommen. Vor einer nervösen Öffentlichkeit müsse die Konstanz des Amtes präsentiert werden, sollte Garfield sterben. Gemeinsam mit Senator John P. Jones begab er sich sofort auf den Weg und stattete am Abend des 4. Juni dem Weißen Haus einen Besuch ab. Er bot Lucretia Garfield an, ihr am Krankenlager des Präsidenten beizustehen, was aber als nicht angemessen verworfen wurde. Auf die Beobachter an diesem Tag wirkte Arthur verzweifelt und sowohl er als auch die Öffentlichkeit bemerkten nun allmählich, dass seine Präsidentschaft im Raume stand. Angesichts der Vorgeschichte äußerten sich selbst Zeitungen des Stalwarts-Lagers kritisch bis abfällig über seine mögliche Präsidentschaft, er „sei so ziemlich der letzte Mann, der für dieses Amt in Betracht komme“ hieß es unter anderem. Arthur selbst beschrieb die Aussicht auf die Präsidentschaft als ein Unglück. Er blieb vorerst in Washington, während sich die Ärzte vergeblich bemühten, die Kugel im Körper des Präsidenten zu finden und zu entfernen. Ab Mitte Juli verbesserte sich Garfields Zustand für einige Zeit und Arthur kehrte nach New York zurück. Ende August wurde jedoch klar, dass Garfield den Sommer nicht überlebte.
Arthur blieb dieses Mal in Manhattan, um nicht den Anschein zu erwecken, er wolle dem sterbenden Präsidenten die Macht entreißen. Derweil traf sein Lager Maßnahmen für eine Amtseinführung in New York City, sollte es soweit sein. Während des langen Todeskampfes von Garfield beriet sich Arthur immer wieder mit Conkling und auch Grant. Am 19. September informierte das Kabinett ihn über das nahe Ende des Präsidenten. Kurz vor Mitternacht erreichte Arthur die Botschaft vom Tode Garfields. Im Madison Square Park und vor der City Hall New York nahe der Lexington Avenue sammelten sich Menschenmassen. Die Menge rief nach ihm, aber er zeigte sich nicht. Seine Freunde suchten nun einen Richter aufzutreiben, der Arthur den Amtseid als Präsident abnehmen konnte. Kurz vor 2 Uhr Morgens trafen Elihu Root und Daniel Rollins in Begleitung des Richters John R. Brady vom New York Supreme Court ein. Um Viertel nach zwei nahm Brady Arthur den Amtseid in seinem Haus in Manhattan ab, dem heutigen Chester A. Arthur Home. Arthur hatte bis zuletzt das Unausweichliche verdrängt und als er dann Präsident war, sich in einer ersten Phase soweit es ging der Öffentlichkeit entzogen. Seine erste Amtshandlung war die Einberufung des Senats zu einer Sondersitzung, um einen Präsident pro tempore des Senats zur Absicherung der Amtsnachfolge zu wählen.
Die Öffentlichkeit war während des Siechtums Garfields relativ ruhig geblieben, zumal keine bedeutenden politischen Entscheidungen anstanden. Zwar zeigte sich die Bevölkerung betroffen und traurig ob des Schicksals des Präsidenten, aber die nationale Krise, wie sie nach den Attentaten auf Lincoln und später auf William McKinley und John F. Kennedy eintrat, war nicht zu beobachten. Die ersten Hinweise auf eine politische Verschwörung, in die Guiteau verwickelt sei, stellten sich schnell als Wahnvorstellungen des Attentäters heraus. Dieser hielt sich die Realität völlig verkennend für einen verdienten Republikaner, dem die höchsten Ämter wegen des Machtkampfes zwischen Stalwarts und Half-Breeds vorenthalten würden. Über Monate hatte Guiteau mit seinen Forderungen Politiker im Weißen Haus und im Kapitol behelligt. Mit Amtsantritt betrachtete die Öffentlichkeit Arthur nachsichtiger, sein Beistand Conklings im Streit mit Garfield sei als Episode nicht repräsentativ für seinen Charakter und seine Fähigkeiten. Er sei nicht nur ein Freund der Industriellen, sondern auch der Arbeiter.

### Präsidentschaft (1881–1884)
Kabinettsauswahl und Patronage

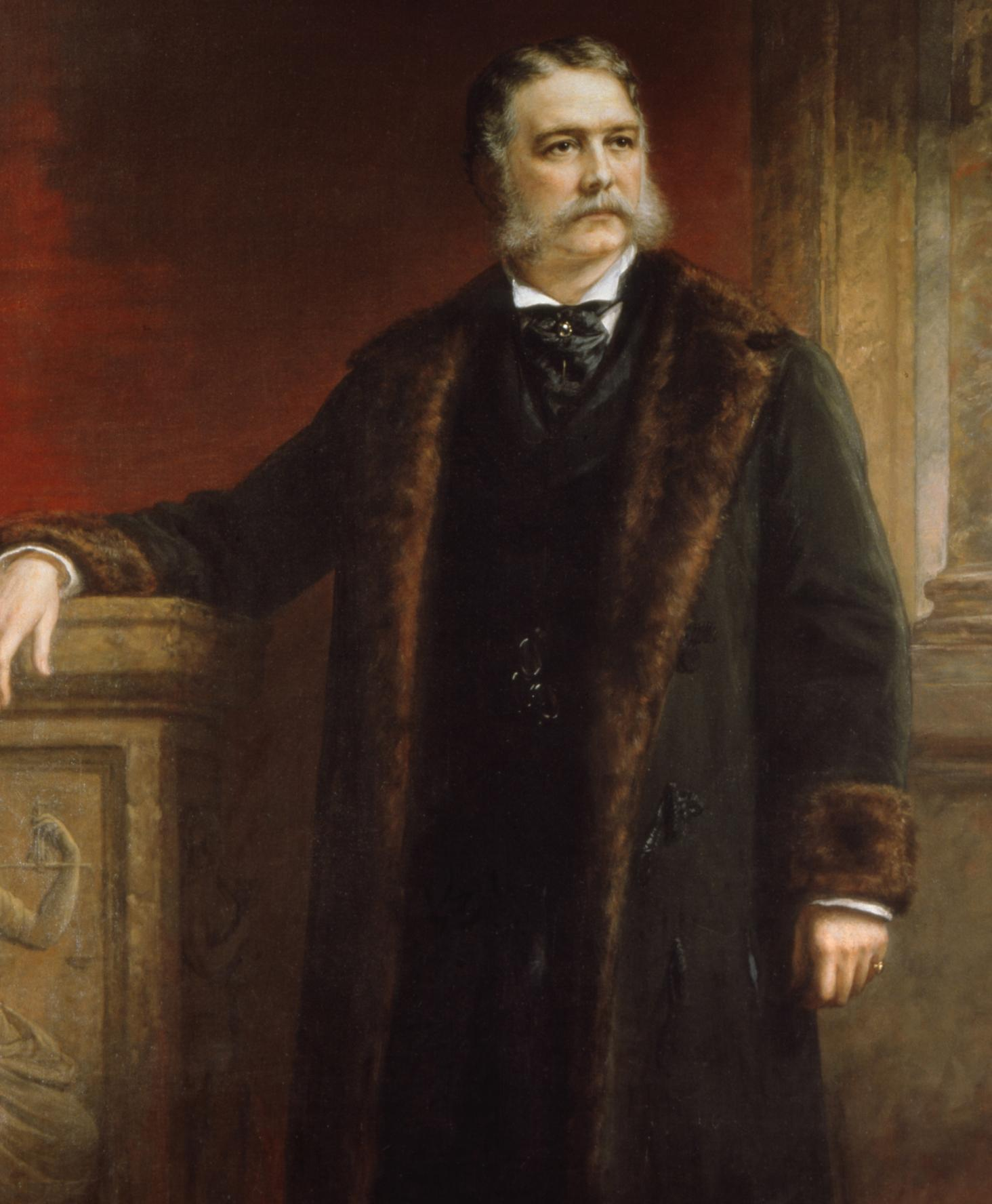
Chester A. Arthurs offizielles Porträt im Weißen Haus (Daniel Huntington, 1885)

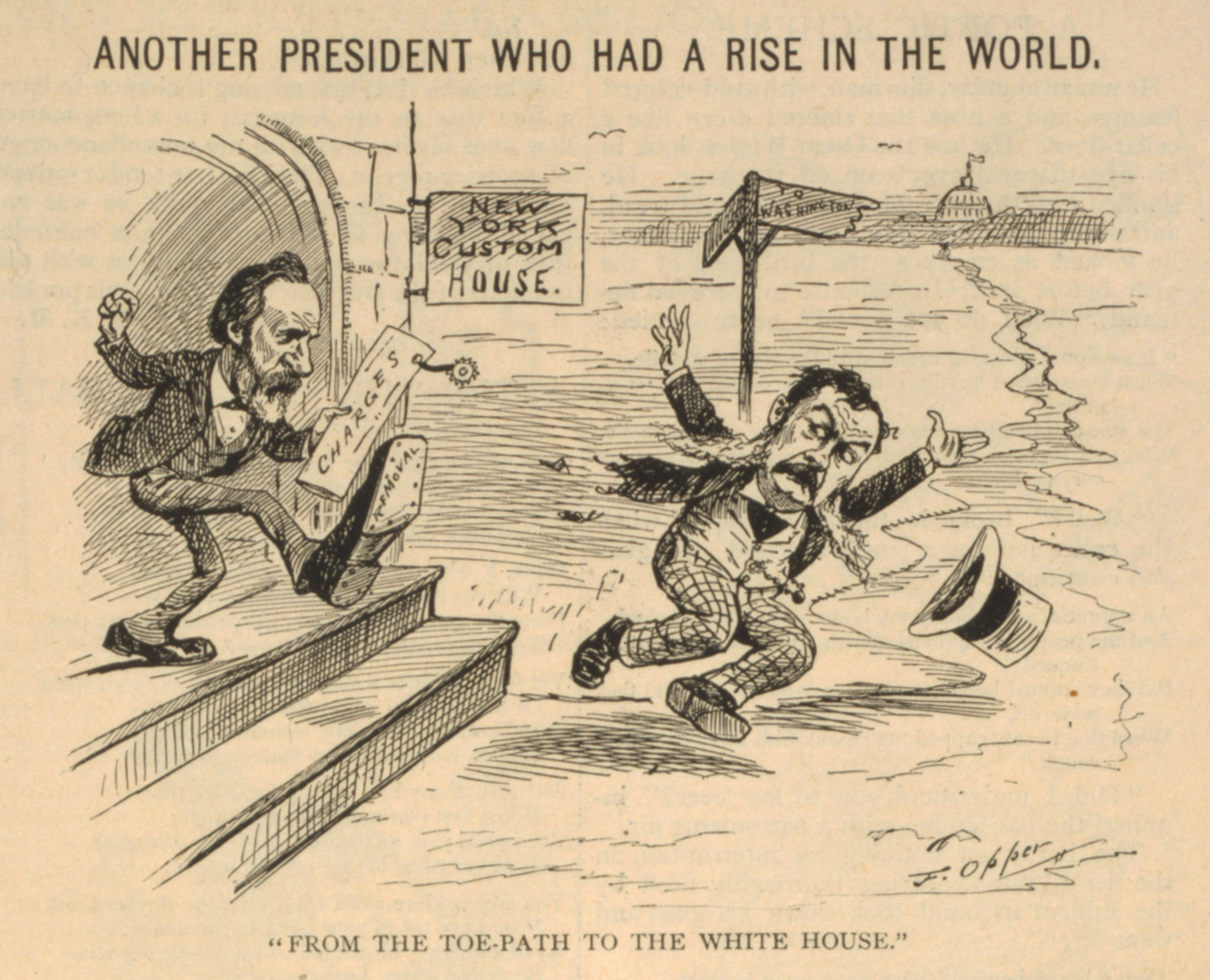
Karikatur aus dem Puck kurz nach Arthurs Amtseinführung, die an seine Ablösung als oberstem Zolleinnehmer einige Jahre zuvor erinnert. Im Bildvordergrund ist der damalige Präsident Hayes zu sehen, der Arthur mit einem Fußtritt aus dem New Yorker Zoll befördert. Vor Arthur liegt der Weg nach Washington, das im Bildhintergrund mit dem Kapitol erkennbar ist.

Der erste Programmpunkt als Präsident war für Arthur am 20. September 1881 die Reise in den Badeort Elberon, New Jersey, wo sein Vorgänger in einem Strandhaus gestorben war. Er begleitete den Trauerzug bis zur Rotunde des United States Capitols, wo Garfields Sarg für einen Tag aufgebahrt wurde. Am 21. September wurde die offizielle Zeremonie der Amtseinführung auf dem Capitol Hill wiederholt. Arthurs Amtseid nahm der Oberste Bundesrichter Waite im Büro des Vizepräsidenten im Kapitol ab. Er hielt eine kurze Antrittsrede, in der er die Stabilität „des Gewebes unserer freien Institutionen“ hervorhob. Niemand wusste, welchen Weg die neue Administration einschlagen werde, auch Arthur selbst nicht zu diesem Zeitpunkt. Sein erster Ansatzpunkt war das Kabinett Garfield, dessen Rücktritt bei einem Todesfall allgemein erwartet wurde. Aufgrund der sehr kurzen Amtszeit Garfields hatte er politische Freiräume, denn sein Vorgänger hatte außer der Eskalation im Konflikt mit Conkling keine richtungsweisenden Akzente setzen können.
Allgemein wurde erwartet, dass das Kabinett Garfield zurücktreten werde, wie bisher in solchen Fällen geschehen. Arthur entschloss sich, ein faktionsübergreifendes Kabinett zu bilden. Arthur überredete jedoch die Minister, wenigstens bis zum Sitzungsbeginn des Kongresses im Dezember zu warten. Conkling, der von der New York State Legislature nach seinem Rücktritt nicht wieder in den Senat gewählt worden war, tauchte im Oktober 1881 mit anderen Stalwarts in Erwartung eines warmen Empfangs und offener Türen im Weißen Haus auf. Conkling ging davon aus, dass Arthur ihm ein wichtiges Ministerium anbieten und das New Yorker Zollamt in seinem Sinne neu besetzen werde. Der Präsident lehnte aber beide Forderungen ab; er wollte nicht länger als eine Marionette Conklings erscheinen und ihr Spoils-System aus dem Weißen Haus heraushalten. Stattdessen nutzte Arthur seine präsidiale Patronage, um den unabhängigen Senator William Mahone zu gewinnen, womit die Republikaner über eine entscheidende Stimme im ausgeglichenen Senat verfügten. Dennoch stieß diese Patronage auf eine unterkühlte Reaktion bei den Republikanern, denn bei Mahone handelte es sich um einen ehemaligen General der Konföderierten. Außerdem erhielt Mahone, für viele ein Carpetbagger („Teppichtaschenträger“) unter umgekehrten Vorzeichen, im Gegenzug eine Schuldenerleichterung für Virginia.
Zuerst gab nur Finanzminister William Windom seinen Posten ab; sein Nachfolger wurde Folger. Im November trat Wayne MacVeagh als Justizminister zurück und wurde durch Benjamin H. Brewster ersetzt. Im Dezember zogen sich schließlich Blaine, der keinen persönlichen Groll gegen Arthur hegte, aber nicht unter einem Stalwart dienen wollte, und Postminister Thomas Lemuel James zurück; ihre Nachfolger wurden Frederick T. Frelinghuysen beziehungsweise Timothy Otis Howe. Eine weitere wichtige Personalie ergab sich im Februar 1882 mit dem Abschied von Richter Ward Hunt aus dem Obersten Gerichtshof. Arthur bot Conkling einen Richtersitz an, doch dieser lehnte ab, so dass er am 22. März Samuel Blatchford nominierte. Mit Horace Gray berief er im Januar 1882 einen weiteren Obersten Bundesrichter. Im April 1882 kamen mit Innenminister Henry Moore Teller und Marineminister William E. Chandler zwei neue Mitglieder in das Kabinett; somit war vom Kabinett Garfield nur noch Kriegsminister Robert Todd Lincoln, ein Sohn Abraham Lincolns, übrig. Als die Rotation der Minister begann, machte sich erst Sorge breit, dass Arthur ein Kabinett im Sinne des Spoils-Systems formen werde, wenngleich die Abfuhr Conklings und der Rücktritt Blaines von Teilen der Öffentlichkeit mit Genugtuung aufgenommen wurden. Die Parteiführer New Yorks und Maines galten als die mächtigsten Figuren im Spoils-System. Arthurs Kabinettsauswahl fand das Gefallen der Partei und der Reformer; die Minister waren unbeschädigt von Skandalen und überwiegend ihrer Qualifikationen und nicht ihrer Beziehungen wegen in das Amt berufen worden. Karabell (2004) ergänzt, dass die Zurückweisung Conklings und der Rücktritt Blaines auch im Stolz Arthurs und seinem Amtsverständnis begründet liegen könnten.
Arthurs erste „Ansprache zur Lage der Union“ (State of the Union Address) überraschte viele, weil sie, ausgewogen, umfassend und reflektiert, tatsächlich Verständnis für die Fragen aufwies, die die Bürger bewegten und nicht nur die politische Klasse. Als erstes kam er auf die Tragödie zu sprechen, die ihn ins Amt gebracht hatte, und wies auf die internationale Solidarität hin, die Amerika nach dem Tod Garfields erlebt habe. Er hob den historisch hohen Haushaltsüberschuss 1881 hervor und forderte in diesem Zusammenhang eine Abschaffung aller Umsatzsteuern bis auf die für Tabak und Alkohol. Weiter Punkte waren eine Überprüfung der Zolltarife und die Festsetzung der United States Army auf die damalige Größe von 30000 Mann. Einen erheblichen Redeanteil nahm die Indianerpolitik der Vereinigten Staaten ein. Nachdem sich Sitting Bull den amerikanischen Behörden gestellt hatte, stellte sich die Frage der Verteilung der Indianerreservate und der Bildung von Territorialregierungen. Arthur kündigte eine Verwaltungsreform an und verwies auf das englische Dienstrecht als Vorbild. Nach einem Eignungstest wurden die Ausgewählten als Beamte beschäftigt und konnten sich gut versorgt auf ihren Dienst konzentrieren und nicht ihre politische Zukunft im Spoils-System.
Anfang 1882 hatte Arthur noch hunderte Stellen im Öffentlichen Dienst nicht besetzt. Wie alle Präsidenten bis dahin wurde er mit Amtsantritt von Stellengesuchen überflutet. Mit der Besetzungsnot kamen Ratschläge von Grant und Conkling, wie dieser zu begegnen sei. Seinem alten Patron bot er das Amt eines Bundesrichters an, doch dieser zog eine private Anwaltspraxis vor. Die ungebetenen Ratschläge Grants gingen Arthur zunehmend gegen den Strich. Als der Expräsident 1883 kurz vor dem privaten Bankrott stand, verabschiedete der Kongress ein Gesetz, Grant den Sold eines aktiven Generals zu gewähren. Arthur legte gegen den Entwurf Veto ein, nur der Präsident sei zur Ernennung eines Generals befugt. Er ging somit in seiner Distanzierung von den Stalwarts und seinem alten Image als Spoilman weiter, als die meisten für möglich gehalten hatten. Insgesamt besetzte er nur Positionen in der zweiten Reihe mit Stalwarts.
Weißes Haus

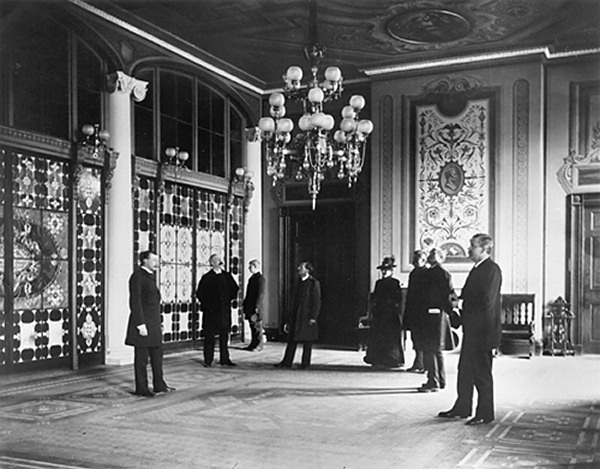
Inneneinrichtung von Louis Comfort Tiffany in der Eingangshalle des Weißen Hauses (1882)

Arthur wartete bis zum Auszug der Witwe Garfields aus dem Weißen Haus, bis er es im Dezember 1881 mit seiner jüngeren Schwester Mary McElroy in Beschlag nahm, die die repräsentative Rolle der First Lady übernahm. Das Weiße Haus war schon länger renovierungsbedürftig, aber Lucy Hayes, auch bekannt als „Lemonade Lucy“, hatte den Schwerpunkt auf ein Alkoholverbot gelegt, was von den Arthurs umgehend aufgehoben wurde. Außerdem ersetzte er die von Hayes und Garfield geschätzte einfache Kost durch einen französischen Chefkoch. Unter Aufsicht der First Lady wurde das Anwesen umfassend renoviert und das Mobiliar komplett ersetzt. Damals gab es kein konservatorisches Interesse, weshalb die von Arthur ins Weiße Haus eingebrachte Inneneinrichtung später den ersten Roosevelts zum Opfer fiel und nicht bewahrt wurde. Der besonders opulente Stil der Inneneinrichtung orientierte sich an Arthurs Haus in New York und wurde in Teilen von Louis Comfort Tiffany ausgeführt. In der Öffentlichkeit präsentierte Arthur das Weiße Haus nach dem Abwarten einer gewissen Trauerzeit mit eleganten Empfängen, die in der Präsidentengeschichte hervorstechen. Das erste Staatsdiner im März 1882 ehrte die Grants. Arthur war schon in New York nicht als Workaholic bekannt – selten arbeitete er länger als von 9 bis 17 Uhr – was sich im Weißen Haus nicht änderte. Er beschränkte die Arbeitswoche auf zwei Kabinettsitzungen und drei öffentliche Auftritte. Gerne und lange hingegen besuchte er die Dinners und Empfänge; das Weiße Haus wurde während seiner Präsidentschaft ein sozialer Treffpunkt der Hauptstadtgesellschaft. Arthurs Einrichtung des Weißen Hauses wurde zum stilistischen Vorbild in der Oberschicht in einem Ausmaße, das erst später das „Camelot“ von Jacqueline Kennedy übertreffen sollte. Allerdings kam der Spott auf, dass Arthur als Gastgeber wesentlich geeigneter sei denn als Präsident.
Hinter der Fassade demonstrativer Lebensfreude fühlte sich Arthur im Weißen Haus nicht heimisch, sondern vermisste New York. Außerdem litt er stark unter dem Tod seiner Frau und zeigte sich im engeren Kreis oft launisch und bedrückt. Die Rolle als Präsident behagte ihm nicht und er empfand die Aufgabe bald nicht nur als erschöpfend, sondern auch als langweilig. Er hatte keine Vision, die in ihm politischen Gestaltungswillen geweckt hätte, und musste bald erleben, wie sich seine Partei und er entfremdeten.
Bright’s disease und Reisen

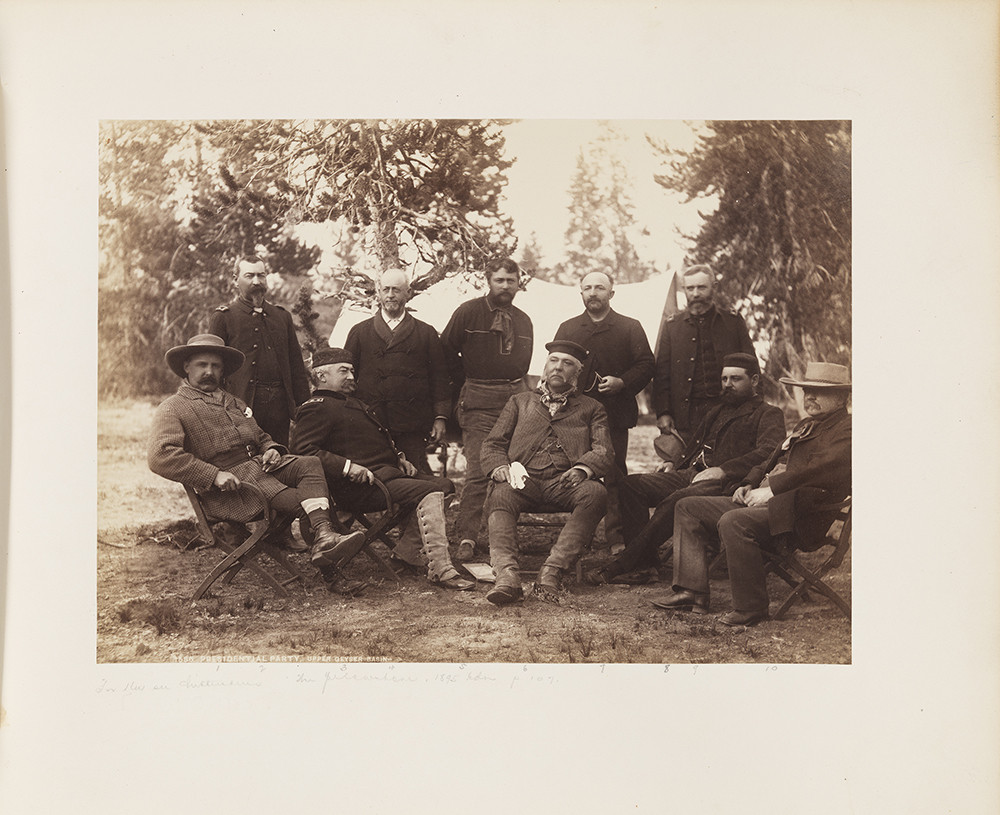
Arthur beim Ausflug im Yellowstone National Park in der Mitte sitzend, zweiter von rechts Kriegsminister Lincoln (Frank Jay Haynes, Juli 1883)

Anfang 1882 wurde Arthur privat durch die Diagnose eines nephrotischen Syndroms (Bright’s disease) erschüttert; bei dieser Krankheit sind die Nephrone beim Abbau der Giftstoffe behindert und diese reichern sich im Blut an. Die Form von Glomerulonephritis, an der er litt, war schwer und in den Zeiten vor Antibiotika in kurzer Zeit tödlich. Symptome waren Kopfschmerzen, chronisches Fieber und Erschöpfung. Was die Symptomatik zusätzlich verschärfte, war das schwüle Klima der Hauptstadt. Die Phasen von Trägheit und Zaudern bei seinen Regierungsgeschäften könnten mit seiner Erkrankung verbunden sein. Allerdings ist laut Arthurs Biographen Zachary Karabell diese Zuschreibung müßig, schon vor dem Weißen Haus war er im Zoll für knappen Präsenzdienst berüchtigt. Was sich auf morgen verschieben lässt, niemals heute abzuarbeiten, sei sein Motto gewesen, ließen später Stimmen aus seinem Umfeld verlautbaren. Für erste Verwunderung sorgte Arthur auf seiner Sommerfrische in Newport, damals ein angesagter Badeort der New Yorker Oberschicht, als er wichtigen gesellschaftlichen Ereignissen und den US Open wegen seiner Krankheit fernblieb. Als im Oktober 1882 Associated Press meldete, der Generalarzt der Vereinigten Staaten (Surgeon General of the United States) habe bei Arthur die Bright’s disease diagnostiziert, wurde das vom Weißen Haus dementiert und von anderen Zeitungen nicht aufgegriffen. Erst nach seiner Niederlage auf dem Nominierungsparteitag 1884 in Chicago offenbarte Arthur seinem sozialen Umfeld, wie es gesundheitlich um ihn stand.
Im folgenden Jahr verschlechterte sich seine Verfassung rapide, auch wenn Arthur es in der Öffentlichkeit noch einigermaßen verbergen konnte. Den ohnehin späten Beginn seines Arbeitstages verschob er nun auf die Mittagszeit. Er litt häufig unter Niereninsuffizienz, Bluthochdruck und Übelkeit, so dass seine Amtsgeschäfte liegen blieben. Zur Linderung begab er sich auf Angel- und Bootsausflüge oder ritt aus. Im April 1883 bekam Arthur eine Erkältung, woraufhin er zu einer Reise nach Florida aufbrach. Er wurde vom Marineminister und mehreren Journalisten begleitet. Die Unternehmung fiel weniger erholsam aus als erhofft wegen unangekündigten Empfängen für ihn und einer Malaria-Infektion bei einer Übernachtung auf dem Tohopekaliga-See. Dabei entwickelte Arthur für einige Stunden so hohes Fieber, dass die behandelnden Ärzte um sein Leben fürchteten. Völlig erschöpft stornierte Arthur eine Ozeanfahrt und kehrte am 22. April nach Washington zurück. Hier erwarteten ihn Spott und Kritik an seiner „Vergnügungsreise“ in der Presse. In der Öffentlichkeit bestritt der Präsident, überhaupt erkrankt gewesen zu sein. Kurz darauf kehrte Arthur nach New York zurück, wo er am 24. Mai 1883 mit den Bürgermeistern von New York und Brooklyn die Eröffnung der Brooklyn Bridge leitete.
Im Juli 1883 machte sich Arthur unter anderem mit General Philip Sheridan, der zuletzt die Indianerkriege in der Prärie geführt hatte, und Kriegsminister Lincoln auf den Weg zum Yellowstone-Nationalpark. Die Route galt erst seit der Festnahme von Sitting Bull 1881 als sicher. Von Cheyenne in Wyoming aus ging es für die Entourage zu Pferde weiter in den knapp 300 km entfernten Nationalpark. Wie viele Amerikaner zu dieser Zeit war Arthur vom Westen fasziniert; bereits 1880 hatte Hayes den Yellowstone-Nationalpark besucht. In New York war er mit Albert Bierstadt bekannt gewesen und ein großer Bewunderer von dessen Landschaftsgemälden des Frontiers, weswegen er mit den Lower Falls ein berühmtes Bildmotiv Bierstadts besuchte. Daneben ging er auf dieser unter anderem zum Jackson Lake und Snake River führenden Expedition ausgiebig dem Angeln nach. Die Reise hatte mehrmonatiger Vorbereitung bedurft und weil die Zielregion kaum besiedelt war, musste der Tross Proviant für einen Monat mit sich führen. Zwar kam Arthur gestärkt und mit erfrischtem Lebensgeist Mitte September 1883 zurück in den District of Columbia, aber in der Presse wurde die Unternehmung bald als „Sport-Exkursion“ verspottet.

#### Chinese Exclusion Act

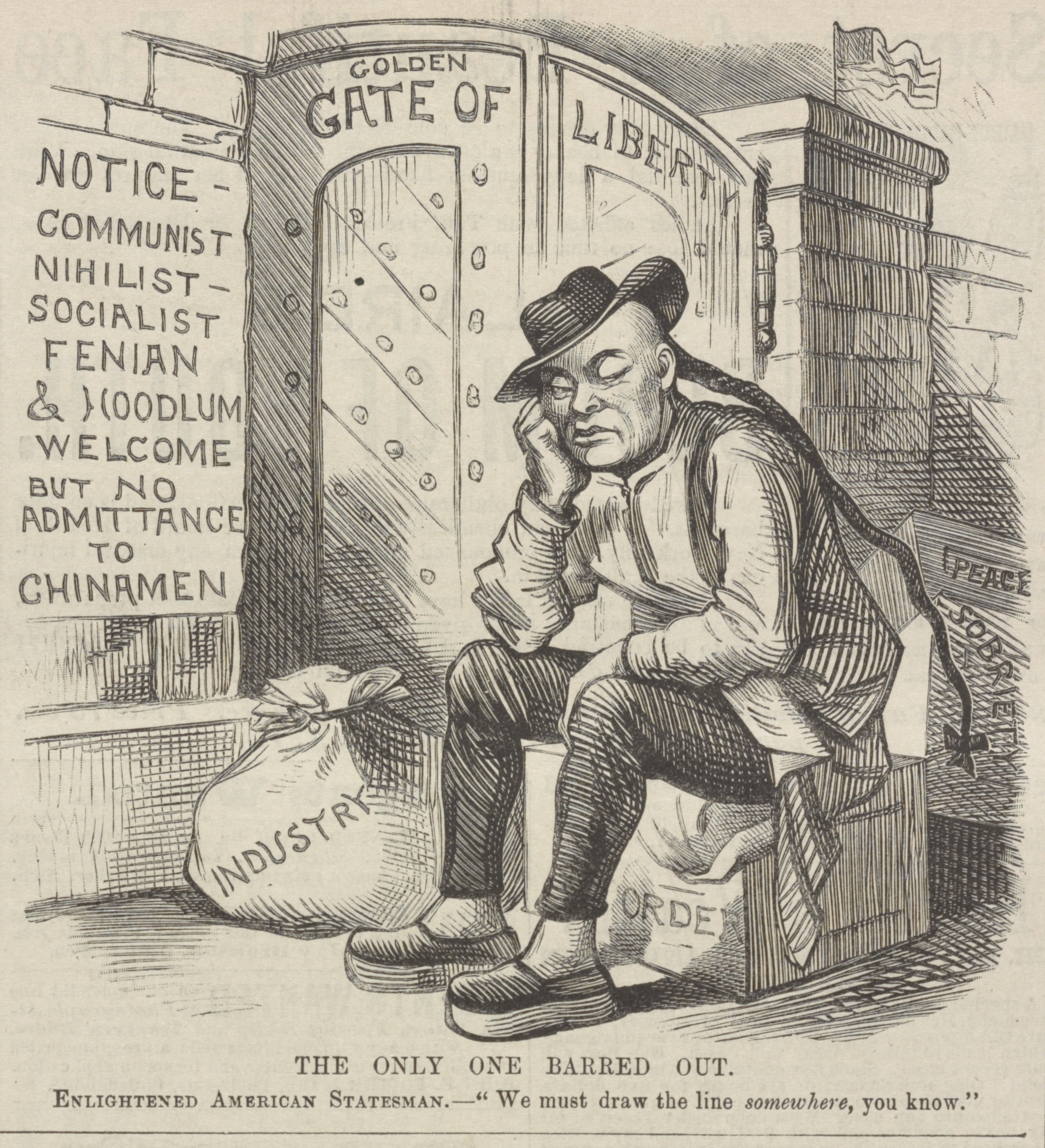
Karikatur zum Chinese Exclusion Act von 1882. Der Zuwanderer aus dem Kaiserreich China steht vor dem verschlossenen Tor des Golden Gate of Liberty. Auf der Hinweistafel links neben dem Tor steht, dass bis auf Chinesen jeder, selbst Kommunisten, Nihilisten, Sozialisten, Fenier und Ganoven willkommen sei.

In den ersten sechs Monaten im Amt hatte Arthur wenig Fehler begangen und sich Respekt verschafft. Er wagte nun die Konfrontation mit dem Kongress; dabei ging es um den insbesondere in Kalifornien populären Chinese Exclusion Act. Seit dem Abschluss der Transkontinentalen Eisenbahn hatte sich Kalifornien von einem ruralen Grenzgebiet (Frontier) wirtschaftlich erheblich weiterentwickelt, neben einer aufblühenden Agrarwirtschaft begann die Urbanisierung. Ein Großteil des Wohlstands beruhte auf billigen Arbeitskräften, darunter sehr viele Kulis aus dem Kaiserreich China, deren Arbeitsverhältnisse kaum besser als die von Sklaven waren. Insgesamt lebten beim Amtsantritt Arthurs etwa 150.000 Chinesen in Amerika, die weit überwiegende Mehrheit von ihnen in Kalifornien. Zwar geachtet wegen ihrer Arbeitsmoral, wurden sie in den wirtschaftlich rauen 1870er Jahren zunehmend als Konkurrenz um Arbeitsplätze angesehen und im Klassenkampf als Feindbild instrumentalisiert, beispielsweise von der Workingmen’s Party of California. Nativistische Politiker nutzten die Dynamik aus und machten Stimmung gegen die Chinesen. Es kam zu Lynchmorden und Rassenunruhen; Gesetze schlossen sie von politischer und wirtschaftlicher Teilhabe aus. Seit 1870 untersagte ihnen ein Bundesgesetz die Einbürgerung. Während Feindlichkeit gegen Zuwanderergruppen in der amerikanischen Geschichte immer wieder auftauchte, so zum Beispiel gegen die Irischamerikaner in den 1840er Jahren, wies die Sinophobie rassistische Züge auf. Anfang 1882 erreichte diese Stimmung ihren Höhepunkt und der kalifornische Senator John Franklin Miller brachte mit dem Chinese Exclusion Act einen Gesetzesvorschlag ein, der Zuwanderung aus China für 20 Jahre untersagte. Mit Unterstützung beider Parteien wurde das Gesetz rasch verabschiedet und dem Präsidenten vorgelegt.
Am 4. April 1882 legte Arthur Veto gegen den Chinese Exclusion Act ein. Er fand damit zwar den Beifall der liberalen Presse, aber der Chinese Exclusion Act war auch jenseits von Kalifornien populär und bei vielen Abgeordneten löste dieses Manöver Empörung aus. Zur Begründung gab Arthur an, dass das Gesetz mit den Handelsabkommen zwischen Washington und Peking im Konflikt stehe und deshalb die diplomatische Glaubwürdigkeit der Vereinigten Staaten gefährde. Außerdem hob er positiv die Rolle hervor, die chinesische Arbeitskräfte beim Eisenbahnbau und wirtschaftlichen Aufstieg Kaliforniens gespielt hatten. Vor allem im Westen der Vereinigten Staaten stieß das Veto auf Proteste und der Präsident wurde dort in effigie verbrannt. Am 5. April überstand das präsidiale Veto die Abstimmung im Kongress. Obwohl bei den Republikanern einige Stimmen auf die im Widerspruch zu den abolitionistischen Wurzeln der Partei stehenden rassistischen Motive des Chinese Exclusion Act hinwiesen, wurde der Gesetzesentwurf nicht fallen gelassen, sondern überarbeitet und weiter vorangetrieben.
Arthur liebäugelte mit einem weiteren Veto, jedoch war absehbar, dass es im Kongress überstimmt worden wäre. Zwar war er ab den 1850er Jahren ein Sklavereigegner gewesen und in der Traditionslinie Lincolns, aber in der Politik hatte er sich kaum von idealistischen Überzeugungen leiten lassen und wenig Feinde gemacht, weil er nicht auf Demagogik zurückgriff. So verzichtete er pragmatisch auf einen nicht zu gewinnenden Kampf mit dem Kongress, als ihn der Chinese Exclusion Act erneut erreichte. Am 5. August unterzeichnete er den überarbeiteten Gesetzesentwurf, der den Bann für chinesische Zuwanderung auf zehn Jahre reduzierte.

#### Das Flüsse- und Häfengesetz von 1882
Unmittelbar auf den Chinese Exclusion Act folgte die nächste Konfrontation zwischen Kongress und Präsident. Es ging um das Flüsse- und Häfengesetz (Rivers and Harbors Bill) von 1882; dieses sah vier Prozent der Staatseinnahmen für Infrastrukturprojekte am Mississippi River und für Seehäfen vor. Außerdem sollte die Navigation auf einigen größeren Seen gefördert werden. In der Öffentlichkeit wurden die Gesetzesausgaben, die zum großen Teil an den Bundesstaat Mississippi gingen, als abnorm hoch kritisiert. Tatsächlich wurde der Rivers and Harbors Bill von einer breiten Mehrheit aus Demokraten und Republikanern unterstützt, weil diese darin eine günstige Gelegenheit für ein neues, mit Bundesmitteln finanziertes Spoils-System sowie politische Patronage in den betreffenden Regionen sahen. Entsprechend entrüsteten sich die Reformer auf dem Capitol Hill über das aus ihrer Sicht skandalöse Gesetzesvorhaben ihrer Kollegen. Anfang August legte Arthur Veto gegen das Flüsse- und Häfengesetz ein, woraufhin im Repräsentantenhaus tumultartige Szenen ausbrachen. Mehrere Gruppen von Abgeordneten sammelten sich im Saal, verhöhnten den Präsidenten und zeigten sich von seiner „Dreistheit“ erstaunt. In seinem Widerspruch argumentierte Arthur, dass ein Großteil der Gelder weder dem Allgemeinwohl zugute kämen, noch den Handel zwischen den Bundesstaaten subventionierten. Stattdessen profitierten vom Rivers and Harbors Bill vor allem die lokalen Kommunen, was kein legitimer Zweck für Bundesausgaben sei. Er forderte daher eine Beschränkung der Projekte und ihrer Ziele. Aus Arthurs Worten sprach viel reformistisches Verständnis, was nicht zuletzt die Reformer innerhalb der Partei überraschte.
Der Kongress reagierte sofort und überstimmte das Veto. Einige Republikaner, die den Gesetzesvorschlag ursprünglich unterstützt hatten, beschlich nun allerdings eine böse Vorahnung, wie das Flüsse- und Häfengesetz bei den Kongresswählern im Norden im Herbst 1882 ankommen werde. Weil mit Mississippi die Südstaaten Hauptempfänger der Subventionen wurden, lag der Rivers and Harbors Bill im ureigenen Interesse der Demokraten, die dort nach wie vor ihre Hochburg hatten. Dennoch lief Arthur nach den zwei Vetos gegen die Republikaner zunehmend in Gefahr wie John Tyler, der 1841 ebenfalls einem toten Präsidenten ins Amt gefolgt war, die Unterstützung der eigenen Partei zu verlieren.

#### Star-Route-Affäre

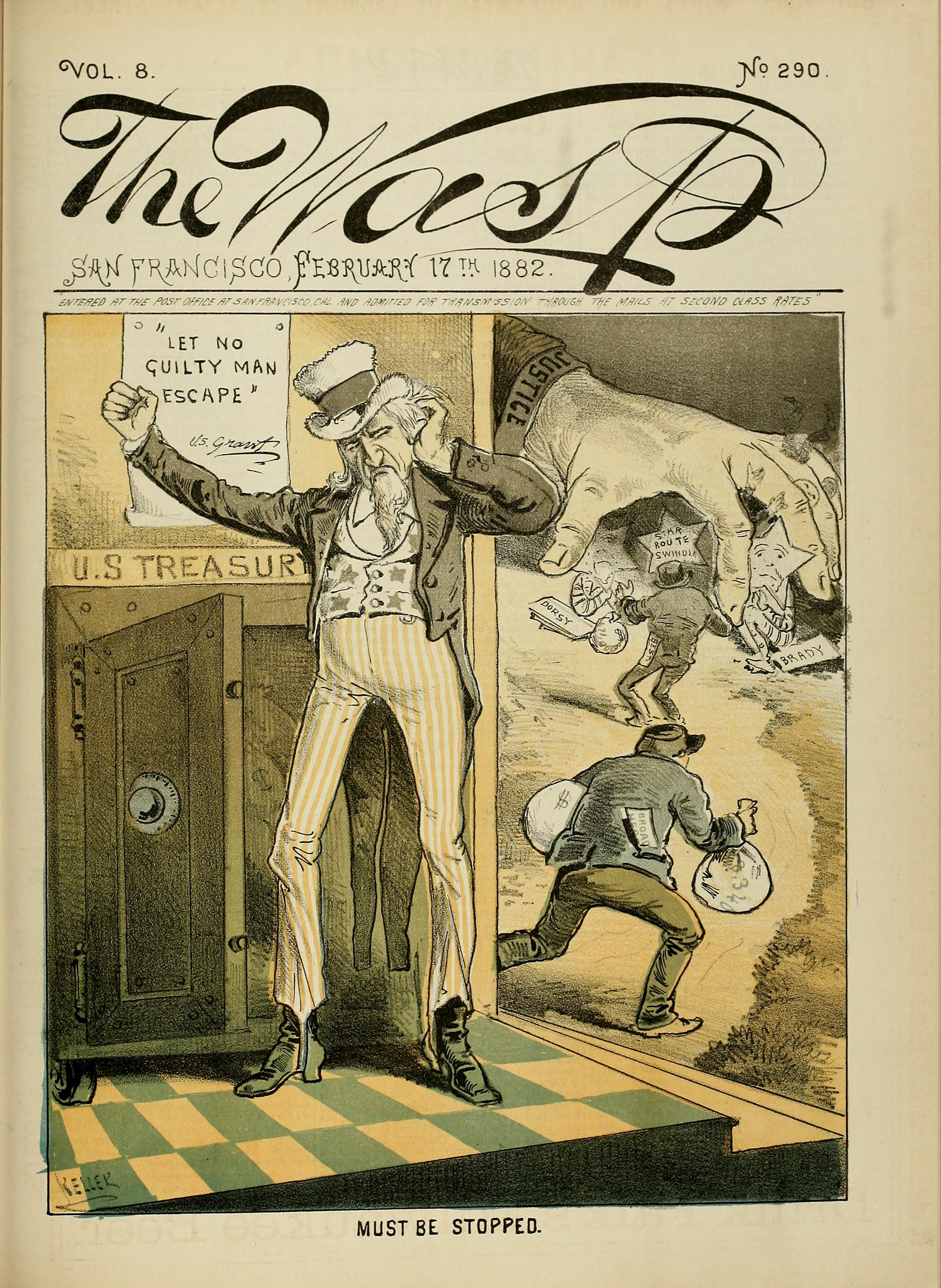
Karikatur zur Star-Route-Affäre im Wasp-Magazin (17. Februar 1882). Uncle Sam steht vor einem durch den Star-Route-Affäre leergeräumten Tresor. Draußen vor der Tür ist die Hand der Justiz zu sehen, die nach den Beteiligten an diesem Betrug greift.

Nach der Verabschiedung des in der Öffentlichkeit stark kritisierten Flüsse- und Hafengesetzes gegen das Veto des Präsidenten gingen die Republikaner auf Capitol Hill unbeeindruckt zur Tagesordnung über, während Arthur in der Korruptionsbekämpfung im Falle der Star-Route-Affäre auf sich aufmerksam machen konnte. Zentrale Figur in diesem, den United Postal Service schädigenden Betrugsschema war Senator Dorsey, der den wichtigen Sieg in Indiana sichergestellt hatte. Er und seine Verbündeten im Stab des Postministers wurden in diesem Betrugsmanöver Vertragsnehmer für Postwege in abgelegenen, kaum besiedelten Regionen im amerikanischen Südwesten, den Star Routes, die vom United Postal Service nicht bedient wurden. Im Anschluss nutzten sie die Star Routes als ein Spoils-System und veranschlagten für die Bedienung der Postwege immer höhere Kosten, wobei sie so schamlos zugriffen, dass das Ganze aufflog. Im April 1880 hatte noch Präsident Garfield dazu einen Untersuchungsausschuss eingesetzt. Nach der Vielzahl an Korruptionsaffären aus der Grant-Ära war die Bevölkerung allerdings so desillusioniert, dass nur eine Minderheit eine rechtliche Sanktion der Täter erwartete. Einige gingen sogar davon aus, dass Arthur die Sache ignorieren werde, weil er selbst an diesem Betrugssystem verdient habe.
Wohl auch, um diesen Verdacht gegen seine Person auszuräumen, beauftragte er den Justizminister mit der Strafverfolgung, sodass im Juli 1882 das Gerichtsverfahren gegen Dorsey und acht weitere Männer eröffnet werden konnte. Der Skandal war einer der größten in der Ära nach dem Bürgerkrieg, weshalb der Prozess von der Öffentlichkeit aufmerksam verfolgt wurde. Durch das Aufrufen von hunderten von Zeugen erzielte Verteidiger Robert G. Ingersoll, ein prominenter republikanischer Politiker, im September einen Freispruch für die meisten Angeklagten. Allerdings wurde das Urteil unmittelbar darauf aufgehoben, weil der Sprecher der Geschworenen von Bestechungsversuchen berichtete. Weil in der Bevölkerung der Zynismus über Politik mittlerweile so groß war, hielt sich die Empörung über den geplatzten Prozess in Grenzen. Die Republikaner missinterpretierten dies als Gleichmut und sahen ohne Sorgen auf die kommende Kongresswahl. Der Wiederholungsprozess endete Mitte 1883 mit dem Freispruch aller Angeklagten, was dem Präsidenten trotz seiner Initiative bei der Strafverfolgung schadete.

#### Pendleton Act
Die Ermordung Garfields hatte eine Verwaltungsreform mit einer eignungsorientierten Personalauswahl und einer Abkehr vom Spoils-System ganz oben auf die nationale Agenda gebracht. Nicht zuletzt wegen der Worte des Attentäters bei seiner Verhaftung („Ich bin ein Stalwart und Arthur der nächste Präsident“), die einen Schatten auf seine Präsidentschaft geworfen hatten, sah Arthur in der Reform das Vermächtnis Garfields, das er fortführen musste. Dennoch folgten seiner Verwaltungsreformankündigung in der Rede zur Lage der Nation bis zur Kongresswahl 1882 keine Taten, weil Arthur dem Thema ambivalent und mit der Trägheit der Besitzstandswahrung gegenüberstand, zumal er sich als Zolleinnehmer noch gegen das Reformprogramm von Hayes gewehrt hatte. Jedoch führte er selbst nur sehr wenige Stellenbesetzungen im Spoils-System durch; bis 1882 hatte er lediglich 16 Dienstposten im Finanzministerium mit Anhängern besetzt. Ein Verwaltungsreform-Gesetz steckte in einem Ausschuss unter Leitung des demokratischen Senators George H. Pendleton fest. Das von Pendleton Ende 1880 entworfene Gesetz orientierte sich an der Verwaltung des Vereinigten Königreichs und sah eine leistungsorientierte Personalauswahl vor. Weil die Republikaner bis auf die Wahlen von 1874 den Kongress seit 1860 dominiert hatten, blickten sie siegesgewiss auf den Herbst 1882. Die Demokraten auf der anderen Seite waren den Republikanern vergleichbar in einen Reformflügel und einen (Bourbon-Demokraten), der für den Erhalt des Status quo mit Spoils-System und „politischen Maschinen“ eintrat, gespalten. Als Schlüsselstaat bei der Wahl galt New York, wo der Bourbon-Demokrat Grover Cleveland Parteiführer war. Weder die regierenden Republikaner noch die Bourbon-Demokraten erkannten den Reformwillen in der Bevölkerung, die mit den im Werk Fortschritt und Armut von Henry George entwickelten Ideen sympathisierte. George prangerte in seinem Bestseller die zunehmende Verarmung der Arbeiter und wachsende Ungleichverteilung im Amerika des Gilded Age an. Um dem entgegenzuwirken, schlug er eine einheitliche Steuer auf Grundbesitz vor, die vor allem das wohlhabendste Prozent der Bevölkerung belastete.
Als im November die Wahlergebnisse für den 48. Kongress eintrafen, saß der Schock für die selbstgewissen Republikaner tief. Sie hatten nicht nur im Kongress die bisher größte Niederlage ihrer Parteigeschichte erlitten, sondern auch in vielen State Legislatures wie vor allem New York die Mehrheit verloren, wo Cleveland zum Gouverneur gewählt wurde. In Pennsylvania verlor mit James Donald Cameron der neue Führer der Stalwarts die Mehrheit in der Pennsylvania General Assembly und somit seinen Sitz im Senat. In der Aufbereitung des Desasters wurde auch Arthur nicht mit Kritik verschont. Die Niederlage sei ein Symptom für „das Übel, dass die Partei durchdringt“, hieß es zum Beispiel in der Chicago Tribune. Präsident und Partei müssten dies energisch angehen, sollten die Republikaner noch eine Zukunft haben wollen. Die kritische Masse in der Partei war durch die Niederlage erreicht und die meisten republikanischen Führer gelangten endlich zu der Einsicht, dass die allgemeine Abneigung gegen das Spoils-Systems so groß war, dass es zu dem Wahldesaster geführt hatte. Den Anfang machte Senator John A. Logan, der Illinois beherrschte wie damals Conkling New York. Logan beendete seine langjährige Blockade der Verwaltungsreform und drängte nun auf ihre sofortige Verabschiedung, so radikal die Maßnahmen auch das Spoils-System beschneiden sollten. Hintergrund war auch, dass die Republikaner noch im auslaufenden 47. Kongress der Vereinigten Staaten mit eigener Mehrheit eine Verwaltungsreform auf den Weg bringen wollten, um ihr schlechtes Image als Partei des Spoils-Systems im Hinblick auf die Präsidentschaftswahl 1884 loszuwerden. Daher wurde der Gesetzentwurf aus dem Pendleton-Komitee aufgegriffen und sich auf die Kompromissformel geeinigt, dass die verpflichtende Personalauswahl für den Bundesdienst mit praktisch orientierten Testverfahren erfolgen sollte, um die „Fitness der Kandidaten“ zu erfassen. Der Ämterkauf über Parteispenden, von Arthur im New Yorker Zoll ausgiebig praktiziert und in einer öffentlichen Rede im Sommer 1882 freimütig eingestanden, wurde ausdrücklich ausgeschlossen. Im Dezember 1882 begann die Gesetzesdebatte im Kongress. Die Demokraten waren sich uneins in der Position. Die Bourbon- und Südstaatendemokraten profitierten vom Spoils-System. Außerdem war jedem klar, dass die Republikaner vor Inkrafttreten des Pendleton Acts die Stellen im Bund sämtlich mit eigenen Leuten besetzen würden, um so wegen des neuen Auswahlverfahrens eine lange Dominanz in den Behörden zu sichern. Am Ende stimmten die Demokraten mehrheitlich dennoch zu; bei der entscheidenden Abstimmung am 4. Januar im Senat votierten alle Republikaner für den Pendleton Act. Mitte Januar 1883 setzte Arthur das Gesetz in Kraft.
Der Pendleton Act ist das bemerkenswerteste Gesetz, das mit Arthurs Präsidentschaft verbunden ist. Es bewirkte eine Veränderung des politischen Systems, das seit dem Ende der Reconstruction nicht mehr von großen gesellschaftlichen Debatten zwischen den Parteien gekennzeichnet war, sondern von Parteibossen und ihren, die Verwaltung durchziehenden Patronagenetzwerken. In den Wahlen ging es daher weniger um politische Inhalte, sondern welcher Parteiboss am Ende die Verwaltung in der Hand hatte. In den Behörden und Ämtern herrschte nach dem Pendleton Act ein neuer professionellerer Standard, die geeigneten Beschäftigten waren fest angestellt unabhängig vom politischen Geschehen und dem Staatsdienst verpflichtet und keiner Partei. Anfangs beschränkten Gesetzeszusätze die Einführung der Verwaltungsreform auf Großstädte, womit es 10–20 % der Bundesbeschäftigten betraf. Als Bundesgesetz hatte es ohnehin keine Auswirkung auf den öffentlichen Dienst der Einzelstaaten. In den nächsten 20 Jahren wurde die Verwaltungsreform stets ausgeweitet, so dass die Vereinigten Staaten zur Jahrhundertwende eine moderne Bürokratie aufwiesen. Der Pendleton Act kündigte die Reformen der Progressive Era ab den 1890er Jahren an.
Abgesehen von seiner Unterschrift hatte Arthur keine zentrale Rolle in der Entstehungsgeschichte des Pendleton Act gespielt, der vor allem auf den jahrelangen politischen Kampf der Reformer aufbaute. Aufgrund seiner Karriere im Spoils-System hatte jedoch niemand erwartet, dass er sich als Präsident zum Anwalt der Verwaltungsreform machen würde, und niemand wäre überrascht gewesen, hätte er versucht, mit einem Veto das Gesetz aufzuhalten. Zur Zeit der Verabschiedung des Pendleton Acts war absehbar, dass Arthur kaum eine Chance auf eine Nominierung für die Präsidentschaftswahl 1884 hatte. Obwohl er als Präsident kompetenter agierte, als von den meisten erwartet worden war, hatte er keine Kontrolle über die Partei, in der sich Blaine trotz seiner polarisierenden Wirkung als aussichtsreichster Kandidat für das Weiße Haus profilieren konnte. Arthur hingegen spielte in den letzten beiden Amtsjahren als Lame-Duck-Präsident keine große politische Rolle mehr, zumal keine Krisen sein Eingreifen erforderten. In der zweiten Amtshälfte beschäftigte sich Arthur hauptsächlich mit Außen- und Militärpolitik. Im März 1883 unterzeichnete er noch den sogenannten Mongrel Tariff („Mischlings-Zolltarif“), nachdem er einige Monate zuvor die Bildung einer entsprechenden Gesetzgebungskommission unterstützt hatte. Das Gesetz führte keine Lösung in der seit Jahrzehnten hoch umstrittenen Schutzzollfrage herbei. Zwar wurden etliche Ausnahmeregelungen eingeführt, aber die Zölle blieben insgesamt hoch. So blieb die einheimische Industrie trotz längst erreichter Wettbewerbsfähigkeit vor europäischer Konkurrenz geschützt, wofür vor allem die Farmer und Arbeiter mit höheren Verbraucherpreisen zahlten. Arthurs hatte sich bis auf wenige, moderate Vorschläge kaum an der leidenschaftlich geführten Debatte beteiligt, weshalb die Öffentlichkeit ihn in dieser Sache als einen passiven Beobachter wahrnahm, worunter sein Ansehen als Präsident litt.

#### Flottenpolitik

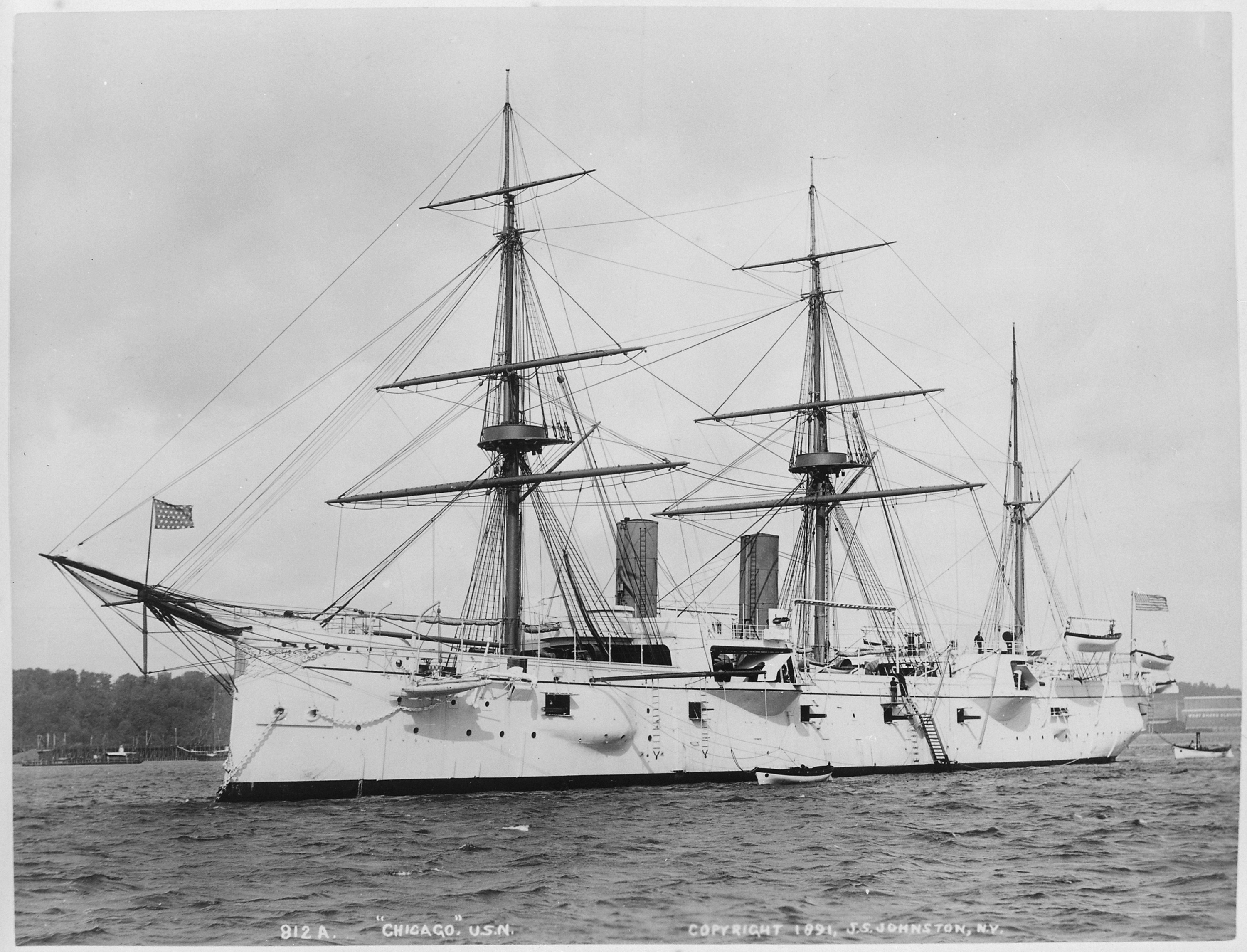
Der 1884 fertiggestellte Geschützte Kreuzer USS Chicago (1891)

Die Sorge um ausländische Konkurrenz, die sich in der Aufrechterhaltung des Protektionismus widerspiegelte, fiel in dieser Zeit mit einem zunehmenden Problembewusstsein um die militärische Stärke der Vereinigten Staaten zusammen. Seit dem Sezessionskrieg war vor allem die Marine dramatisch geschrumpft und hatte an die 90 % ihrer Flottenstärke verloren. Außerdem verfügte die Navy über keine zeitgemäßen Panzerschiffe und konnte weder einen ernsthaften Küstenschutz noch die Protektion der Handelsflotte gewährleisten. Auch die Handelsflotte war nicht auf Stand der Zeit, denn während der Anteil der Vereinigten Staaten am Welthandel stetig wuchs, sank der Anteil der eigenen Handelsflotte am Warentransport. Das alles stand im Gegensatz zum wirtschaftlichen Aufstieg, den Amerika seit dem Ende des Bürgerkriegs erlebt hatte und Rufe nach einem der internationalen Stellung angemessenen Militär hatte laut werden lassen. Arthur hatte bei seiner ersten Rede zur Lage der Nation im Dezember 1881 bereits auf den Handlungsbedarf bei der Flotte hingewiesen und blieb bei diesem Thema bis zum Ende seiner Amtszeit. Er sah in einer starken Flotte nicht nur ein Instrument der Außenpolitik, sondern einen wichtigen Anteil des Images der Vereinigten Staaten im Ausland. Arthur forderte daher eine Marine, die nicht nur zur Verteidigung befähigt sein sollte, sondern auch zu offensiven Operationen. Damit stand er dem traditionellen Verständnis entgegen, dass angesichts einer fehlenden unmittelbaren Bedrohung das Militär vernachlässigt hatte, selbst in der Hochzeit der expansionistischen Manifest Destiny in den 1840er Jahren.
Weil der Mongrel Tariff nichts am Haushaltsüberschuss änderte, standen genügend Bundesmittel zur Verfügung, so dass Marineminister Chandler mit Unterstützung des Präsidenten den Kongress ab Ende 1882 ohne Probleme von einer moderaten Aufrüstung überzeugen konnte. Das wenige Tage nach dem Mongrel Tariff im März 1883 von Arthur unterzeichnete, in der Öffentlichkeit kaum beachtete Flottengesetz sah den Bau von drei Geschützten Kreuzern vor. Weniger umfangreich als die Rüstungsprogramme der späteren Präsidenten Theodore Roosevelt und William McKinley stellte die Initiative von Chandler und Arthur einen wichtigen Wendepunkt in der amerikanischen Flottengeschichte dar, auch wenn Washington vorerst in der Weltpolitik kein Mitspieler war. Dennoch, als in den 1890er Jahren Rufe nach einer größeren Machtprojektion laut wurden, stand eine handlungsfähige Marine zur Verfügung. Die Modernisierung der Marineflotte stellte eine Voraussetzung für den Sieg 1898 im Spanisch-Amerikanischen Krieg dar.

#### Lateinamerika- und Indianerpolitik
Wie sein Amtsvorgänger Blaine, der eine letztendlich 1889 zustande gekommene Panamerikanische Konferenz gefordert hatte, um die Vereinigten Staaten als Moderator von Handel und Diplomatie in der westlichen Hemisphäre zu etablieren, ging Außenminister Frelinghusen daran, die Vereinigten Staaten mehr in die Politik Süd- und Mittelamerikas zu integrieren. Zum einen stieg der britische Handel mit Südamerika an, was Führungsansprüche Londons in dieser Region befürchten ließ, zum anderen bot der südliche Doppelkontinent wichtige natürliche Ressourcen für die Industrie der Vereinigten Staaten. Mit dem stärkeren Rollenanspruch Washingtons in Mittel- und Südamerika gingen diplomatische Initiativen in dortigen Konflikten einher. So bemühte sich Frelinghusen mit voller Rückendeckung Arthurs um eine Mediation im Salpeterkrieg zwischen Peru, Bolivien und Chile. Außerdem schloss er mit mehreren lateinamerikanischen Staaten Handelsabkommen, die günstige Zolltarife auf Gegenseitigkeit vorsahen und den Mongrel Tariff umgingen. Am vielversprechendsten galt der bilaterale Vertrag mit Nicaragua, der Washington eine Konzession für den Bau des Atlantik und Pazifik verbindenden Nicaragua-Kanals gewährte. Dass Arthur und Frelinghusen in der Südamerikapolitik der von Blaine vorgegebenen Richtung folgten, gab diesem ein Momentum beim Wettstreit um die Nominierung 1884.
Der Expansionismus der Vereinigten Staaten fokussierte sich jedoch weiterhin auf den Wilden Westen. Bei Arthurs Amtsantritt standen die Bundesterritorien Dakota, Montana und Wyoming bereits unter Kontrolle von Siedlern und der Armee. Im Südwesten versuchte eine Föderation aus Apachen, Comanchen und Navajo um Geronimo ihre Autonomie zu wahren, was aber nur für kurze Zeit gelang. Schon bei seiner Rede zur offiziellen Amtseinführung im Kapitol hatte Arthur angesichts der Verhaftung von Sitting Bull seine Hoffnung ausgedrückt, das zukünftig Konfrontationen vermieden werden könnten. Er forderte die Armee auf, Verträgen mit den Indigenen Vorrang vor weiteren Operationen einzuräumen. Arthurs Zielvorstellung bei der Indianerpolitik war die Integration und Assimilierung der Indigenen in die Gesamtgesellschaft, weswegen er die Einrichtung von Schulen unterstütze, an denen diese Unterricht unter anderem im Recht der Vereinigten Staaten erhielten. Arthur bat den Kongress um die Verrechtlichung der Beziehungen Washingtons zu den unterschiedlichen Indianervölkern. Der Kongress blieb allerdings bis zum Dawes Act von 1887 untätig. Insgesamt agierte Arthur in diesem Feld von einer bequemen moralischen Höhe aus, ohne die Realitäten vor Ort mit der andauernden Vertreibung der Indigenen ändern zu können. Eigentlich faszinierten ihn die Landschaften des Westens viel mehr, als das Schicksal der Indigenen.

#### Präsidentschaftswahl 1884 und Amtsende
Als Arthur im Sommer 1883 für mehrere Monate wegen der Yellowstone-Expedition nicht in der Hauptstadt war, machte sich sein Fehlen im Politikbetrieb kaum bemerkbar, was ein Indiz für seine politische Marginalisierung zu diesem Zeitpunkt war. Nach den Freisprüchen in der Star-Route-Affäre hatte Arthur außerdem keine öffentliche Agenda mehr und hatte keine klaren politischen Ziele im Angebot, was seine Chancen für eine Wiederwahl stark schmälerte. Des Weiteren hatte er die Parteibasis verloren; keine der wichtigen Faktionen der Partei stand hinter ihm trotz seiner die Erwartungen übertreffenden Präsidentschaft. Außer in New York hatte er keine Hochburgen mehr und war selbst hier dem Hauptkonkurrenten Blaine unterlegen. Hinzu kam, dass er anders als Blaine 1883 keine Vorschläge zur Verwendung des Haushaltsüberschusses vorgelegt hatte. Außerdem machten ihn viele in der Partei für den Bedeutungsverlust der Republikaner verantwortlich. Dennoch wollte Arthur sich der aus seiner Sicht verdienten Wiederwahl stellen, denn er war der Überzeugung, sich als Präsident bewährt zu haben. Daran hinderten ihn auch nicht seine Krankheit und die geringe Neigung zu dem Amt. Bis Anfang 1884 hatte sich Blaine, der vom Machtverlust der Stalwarts profitierte, als Favorit für die Nominierung als Präsidentschaftskandidat etabliert. Für den Reformflügel war Blaine allerdings ein rotes Tuch und Arthur trotz seiner Avancen kaum akzeptabler. Einige Republikaner wie der frühere Minister Carl Schurz deuteten daher an, den demokratischen Präsidentschaftskandidaten unterstützen zu wollen. Ihre Abspaltung wurde unter dem Spottnamen Mugwumps bekannt und bildete einen Vorläufer der Reformbewegung der Progressive Era in den 1900er Jahren.
Noch im Mai 1884 ließ Arthur die Öffentlichkeit im Unklaren darüber, ob er eine Wiederwahl beabsichtige. Unterstützergruppen erteilte er eine Absage und sein Kabinett bat er, nicht auf dem Nominierungsparteitag zu erscheinen und ihn zu bewerben. Nichtsdestotrotz stellte die New Yorker Geschäftswelt am 20. Mai eine große Wahlkampfparade für ihn auf die Beine. Der Nominierungsparteitag 1884 war bei seiner Zusammenkunft ähnlich gespalten wie 1876 und 1880. Das erste Mal seit 16 Jahren spielte mit Grant die einigende Figur der Partei auf der Convention keine politische Rolle mehr. Auf der Republican National Convention vom 3. bis 6. Juni 1884 in Chicago erhielt Arthur in allen vier Durchgängen die zweitmeisten Stimmen hinter Blaine, aber nach dem ersten Durchgang, in dem viele aus Respekt vor dem Amt für ihn votierten, sank die Stimmenzahl rasch. Vom Moment seiner Nominierung an polarisierte Blaine genau so, wie Mugwumps und andere gegnerische Faktionen befürchtet hatten. Die Mugwumps machten ihre Drohung wahr und stellten sich hinter den demokratischen Kandidaten Cleveland. In einem der schmutzigeren Präsidentschaftswahlkämpfe in der amerikanischen Politikgeschichte wurde die Arthur-Administration nur als Zaungast wahrgenommen. Berichte aus dem Weißen Haus zu dieser Zeit haben vor allem die Empfänge zum Inhalt und heben Arthurs Qualitäten als Gastgeber hervor. Im Wahlkampf für Blaine, der am Ende Cleveland sowohl im Popular Vote als auch im Wahlmännerkollegium unterlag, engagierte er sich, soweit er konnte, in New York. Von seinem politischen Hauptquartier aus Stalwarts-Zeiten im Fifth Avenue Hotel aus unterstützte er Blaines Wahlkampfteam für diesen Bundesstaat, ohne Clevelands Sieg in diesem Bundesstaat abwenden zu können. Nach der Niederlage wurde der Präsident von keinem in der Partei dafür verantwortlich gemacht. Der Sieg Clevelands war der erste demokratische Erfolg bei einer Präsidentschaftswahl seit dem Buchanans 1856.

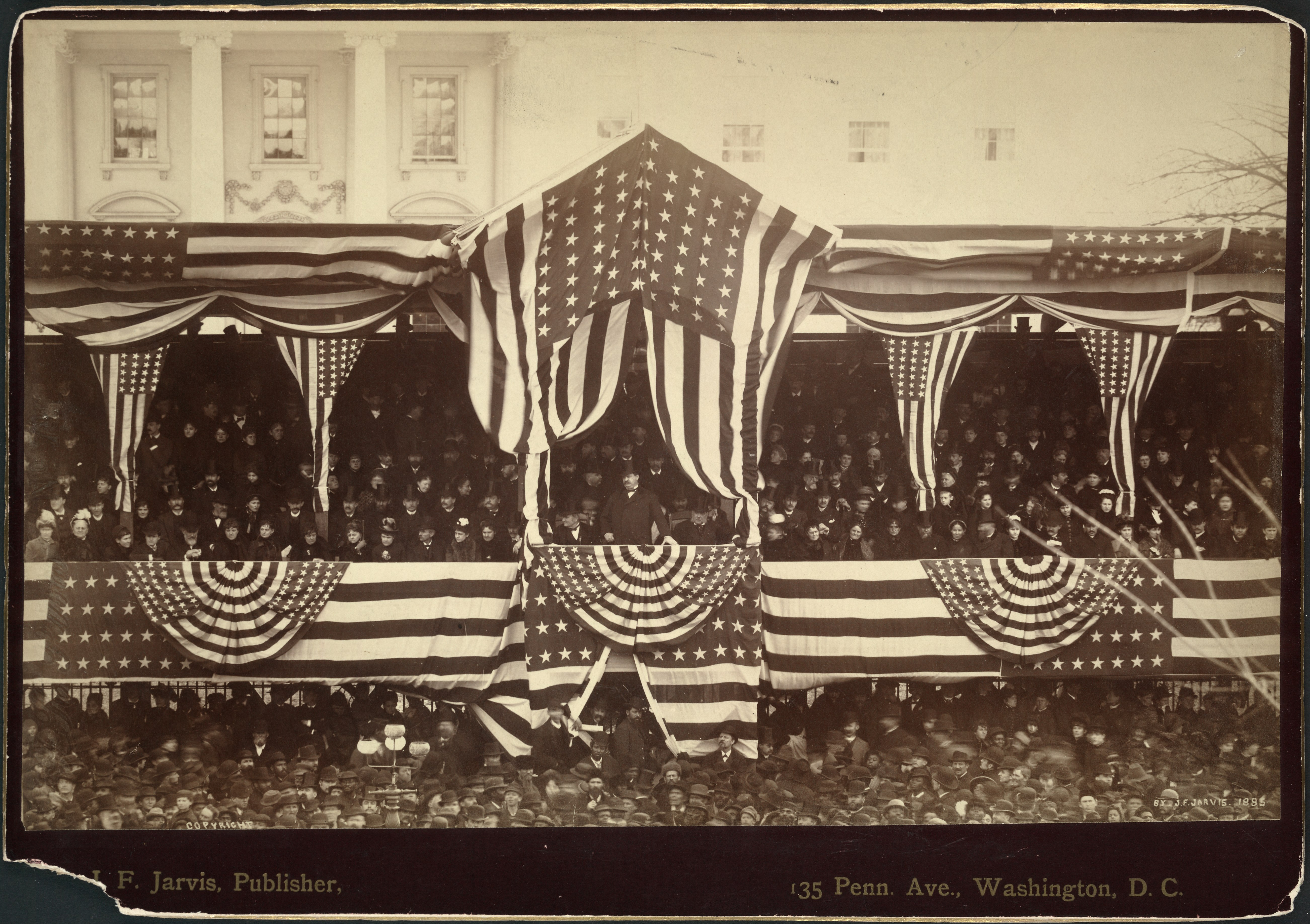
Amtseinführung von Cleveland vor dem Capitol am 4. März 1885. Arthur sitzt rechts neben dem in der Bildmitte stehenden Cleveland

Nach der Wahl war Arthur mit seiner letzten Rede zur Lage der Nation und dem Abschluss eines Abkommens mit Nicaragua über den Nicaragua-Kanal beschäftigt. In New York gab es Bestrebungen, Arthur nach Amtsende zum Senator in Washington zu wählen, denen er eine Absage erteilte, um in Manhattan seine Anwaltspraxis wieder aufzunehmen. Eine seiner letzten öffentlichen Auftritte als Präsident war am 21. Februar 1885 bei der Eröffnungsfeier für das Washington Monument, dessen Bau sich wegen Finanzproblemen und Bürgerkrieg auf 36 Jahre aufsummiert hatte. Als letzte Amtshandlung legte er ein Gesetz vor, das dem von einer tödlichen Krebserkrankung gezeichneten und von Gläubigern bedrängten ehemaligen Präsidenten Grant volle Bezüge im Ruhestand gewährte, und den 48. Kongress der Vereinigten Staaten kurz vor dessen Sitzungsende am 3. März erreichte. Das Gesetz wurde vom Kongress mit stehenden Ovationen verabschiedet und gewährte Grant erhöhte Pensionsbezüge, so dass er wenige Monate später in Würde sterben konnte.
Zur Amtseinführung Clevelands ritt Arthur an der Seite des gewählten Präsidenten auf den Capitol Hill. Viele zeitgenössische Beobachter bewerteten Arthurs Präsidentschaft bei seinem Abschied grundsätzlich positiv; bei der Regierungsführung habe er Geschick bewiesen und sei während seiner Amtszeit in keine Skandale verwickelt gewesen. Es wurde hervorgehoben, dass er anders als John Tyler und Andrew Johnson, die wie er einem toten Präsidenten ins Amt gefolgt waren, keinen politischen Scherbenhaufen hinterlassen habe.

### Ruhestand und Tod

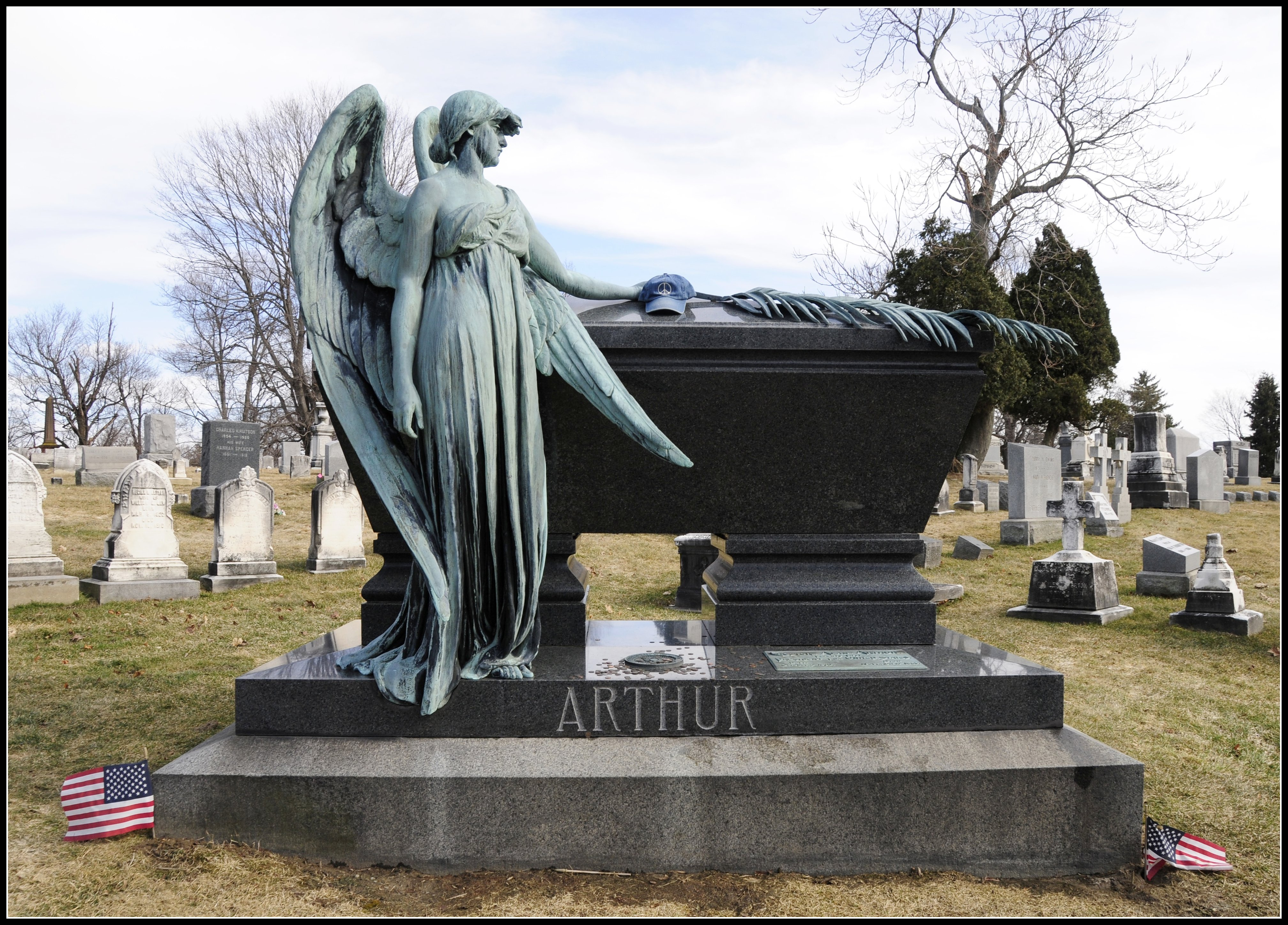
Arthurs Grablege auf dem Albany Rural Cemetery, New York (2009)

Der Übergang in das Privatleben verlief für Arthur nahtlos; auf Anhieb konnte er Klienten für seine Anwaltspraxis gewinnen und ein angemessenes Einkommen sicherstellen. Im Jahresverlauf verschlechterte sich sein Gesundheitszustand rapide und die Umwelt erkannte zunehmend seine chronisch graue Hauttönung und den erschöpften Blick. Als Arthur vermehrt krank zuhause blieb, gewährten ihm die Partner in der Kanzlei ein Grundgehalt. Das letzte Mal öffentlich in Erscheinung trat er am 30. Dezember 1885, als er ein Treffen des New York Court of Common Pleas zur Ehrung des Vorsitzenden Charles P. Daly leitete. Anfang 1886 verschlechterte sich sein Zustand stetig; er konnte kaum noch feste Nahrung zu sich nehmen. Sein bevorstehendes Ende ließ sich nicht länger verbergen, so dass im April 1886 die Öffentlichkeit schließlich von seiner tödlichen Krankheit in einem ausführlichen Artikel in der New York Times erfuhr. Im April siedelte Arthur auf Anraten der Ärzte in die Küstenstadt New London, Connecticut über. Als ihn im Herbst Hayes und der Oberste Bundesrichter Waite besuchten, war sein Zustand so schlecht, dass er sich kaum noch bewegen konnte. Vollkommen bettlägerig kehrte er Anfang Oktober nach Manhattan in die Lexington Avenue zurück. Am 16. November erlebte Arthur eine letzte Erholungsphase und schickte nach Jimmy Smith, seinem alten Freund vom New Yorker Zoll; diesem trug er die Vernichtung sämtlicher seiner Papiere auf. Sein Sohn Arthur bezeugte das Verbrennen der Dokumente. Am frühen nächsten Tag fand ihn eine Pflegekraft nach einer massiven Hirnblutung bewusstlos auf. Ohne noch einmal zu Bewusstsein gekommen zu sein starb Arthur im Beisein der Schwester und des Sohns am 18. November gegen 5 Uhr morgens. Die private Trauerzeremonie fand am 22. November in der früheren Kirchengemeinde von Arthurs Frau statt. Zugegen waren unter anderem Lincoln, Hayes, Waite, Präsident Cleveland und Cornelius Vanderbilt. Auch Blaine und Conkling fehlten nicht. Nach dem episkopalen Kirchenzeremoniell in New York wurde seine Überreste nach Albany transportiert, wo er an der Seite seiner Frau und ihrem früh verstorbenen Kind auf dem etwas stadtauswärts gelegenen Albany Rural Cemetery beerdigt wurde. In den Jahren danach fiel die Präsidentschaft Arthurs rasch dem Vergessen anheim, nicht zuletzt weil ihn die Öffentlichkeit nie mit besonderer Bewunderung oder Verachtung betrachtet hatte. Selbst William Henry Harrison ist in der nationalen Erinnerung präsenter als Arthur, weil er der Präsident mit der kürzesten Amtszeit war.

## Nachleben

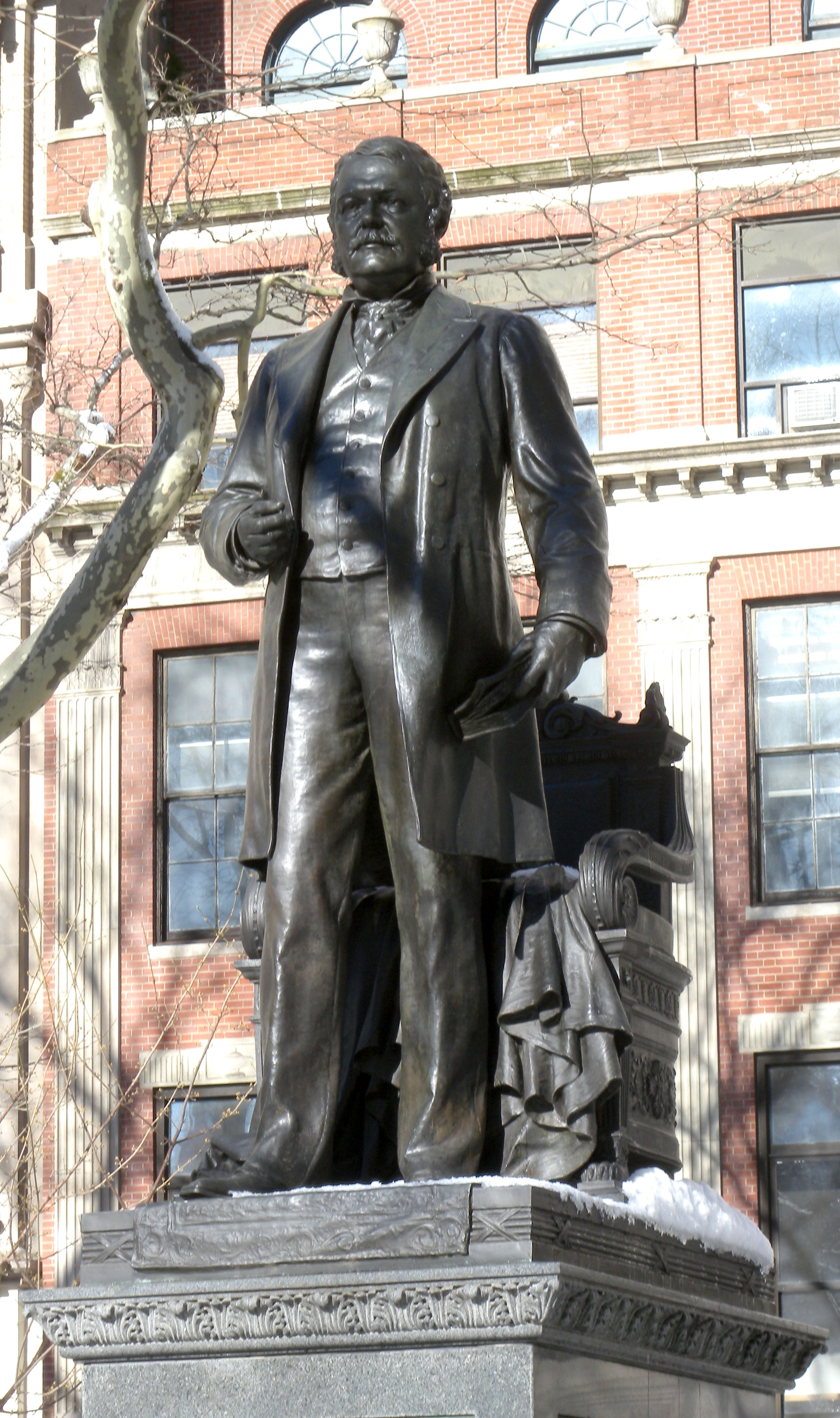
Arthur-Statue im Madison Square Park in Manhattan (2010)

### Historische Bewertung
Arthurs Nachlass wurde zwei Tage vor seinem Tod auf seinen Wunsch hin unter der Aufsicht seines Sohns größtenteils verbrannt. Die Kongressbibliothek (Library of Congress) bewahrt eine digitalisierte Sammlung von Dokumenten zu seinem privaten und öffentlichen Leben. Die Literatur zu Arthur ist rar. Die wesentliche Biographie Gentleman Boss: The Life of Chester Alan (1975) ist von Thomas C. Reeves. Knappere Darstellungen stammen von Justus D. Doenecke (1981), Zachary Karabell (2004) und Gregory J. Dehler (2007).
Der Historiker Raimund Lammersdorf (1995) setzt Arthurs Präsidentschaft in den historischen Kontext des Gilded Age. Das politische System sei durch die Dominanz von regional orientierten Parteien gekennzeichnet gewesen; wichtige Entscheidungen seien weniger in Washington als von lokalen Parteiführern vor Ort getroffen worden. Dieses Parteiensystem brachte oft schwache Politiker in höchste Wahlämter, die in den Machtstrukturen des Parteiapparats hängenblieben. Wegen der regionalen Parteifaktionen wurden zudem oft blasse Kompromisskandidaten für die Präsidentschaft nominiert. Die Präsidenten selbst seien in diesem System nicht viel mehr als die obersten Verwaltungsbeamten gewesen. Lammersdorf führt Arthur als Musterbeispiel für einen Politiker des Gilded Age an. Dieser habe das Amt des Präsidenten als ein ausführendes Organ der Legislative mit beschränkten Kontroll- und Initiativrechten gesehen. Als einzige Verdienste Arthurs hebt Lammersdorf das nachhaltige Engagement für eine Verwaltungsreform und die Erfüllung der repräsentativen Aufgaben hervor. Insgesamt verlagerte sich in dieser Ära das Machtzentrum weg vom Weißen Haus und hin zum Kongress, weshalb Zeitzeugen auch vom Congressional Government als politischem System der Vereinigten Staaten sprachen.
Zachary Karabell (2004) ordnet Arthur bei den Präsidenten ein, die weder als historische Größen, noch als Ausfälle gelten und in ihrer Amtszeit nichts Bemerkenswertes geleistet haben. Andere Präsidenten dieser Kategorien sind seiner Ansicht nach unter anderem Martin Van Buren, Rutherford B. Hayes, Gerald Ford und George H. W. Bush. Arthur kam im Gilded Age an die Macht, in dem die Politik nicht mehr im Zentrum des öffentlichen Interesses lag wie noch im Sezessionskrieg, zumal seit dem Ende der Reconstruction die großen ideologischen Debatten um Werte wie Freiheit, Demokratie und Gleichheit fürs Erste ausblieben und die rasant wachsenden Industrieproduktion und Urbanisierung das Land prägten. Stattdessen ging es um Stabilität und die ordnungs- und wirtschaftspolitische Absicherung des Wohlstands. Dieses Zeitalter wurde vor allem von großindustriellen „Räuberbaronen“ wie John D. Rockefeller, J. P. Morgan, Andrew Carnegie, Jay Gould, Cornelius Vanderbilt und Leland Stanford geprägt, während der Senat als „Millionärsclub“ in Verruf war und das Repräsentantenhaus nicht besser angesehen war. Das Weiße Haus stand im Schatten; die Amtsinhaber dieser Epoche, Hayes, Garfield, Arthur und Benjamin Harrison sind seit einer Eulogie des Schriftstellers Thomas Wolfe als „vergessene Präsidenten“ bekannt. Der Kulturphilosoph und Zeitgenosse Henry Adams fasste die Politik dieser Ära 1870 wie folgt zusammen: „The government does not govern“ („Die Regierung regiert nicht“). Andererseits wurden an Arthurs Präsidentschaft nicht zuletzt wegen der seltsamen Begleitumstände nur geringe Erwartungen geknüpft. Zwar galt er als die Personifikation des Spoils Man im System der politischen Vetternwirtschaft, aber man sah in ihm trotzdem einen integren Charakter, jedoch kaum einen Präsidenten. Keine Führungsfigur, die starke Emotionen auslöste wie Blaine und Conkling oder der gescheiterte Präsident Johnson, konnte er mit organisatorischem Geschick, politischer Versiertheit und Überparteilichkeit das Amt besser führen, als die meisten zuvor erwartet hatten. Karabell betrachtet Arthur als denjenigen Präsidenten, der mit dem größten Widerstreben in das Weiße Haus eingezogen ist. Er erlebte als Präsident die bedrückendsten Jahre seines Lebens. Laut Karabell sticht er als Präsident auch deswegen hervor, weil es ihm wie kaum einem anderen Präsidenten gelungen sei, über die Parteipolitik hinauszuwachsen. Insgesamt sei er ein reaktiver Präsident gewesen, der wenig eigene Akzente gesetzt habe. Ihm kam dabei zugute, dass seine Ära zwischen den skandalträchtigen 1870er und den Arbeitskämpfen der späten 1880er Jahren lag und die Nation durch eine außergewöhnliche Krisenarmut gekennzeichnet war.
Der Politikwissenschaftler Thomas C. Sutton (2020) macht geltend, dass Arthur kein ambitioniertes politisches Programm verfolgt habe, sondern vor allem auf die Wahrung der politischen Stabilität bedacht gewesen sei, was seiner Popularität als Präsident keinen Abbruch getan habe. Aus diesem Grund hat er sich bei den vergessenen Präsidenten eingereiht. Sein respektvoller, Konflikte mit dem Kongress und Obersten Bundesgericht zumeist meidender Regierungsstil ist typisch für die Präsidenten des Gilded Age gewesen. Insgesamt hat Arthur das Ansehen des Weißen Hauses wieder verbessern können, aber ist wegen seiner Inaktivität und dem konservativen Amtsverständnis der Obskurität anheimgefallen.
In der von Arthur M. Schlesinger, Sr. im Jahr 1948 erstmals durchgeführten und 1962 sowie 1996 durch seinen Sohn Arthur M. Schlesinger wiederholten systematischen Expertenbefragung zur Bewertung der Präsidentschaften landete Arthur zuletzt in der vierten („Durchschnitt“) von sechs Kategorien, womit er sich in Gesellschaft von Jimmy Carter, Ronald Reagan und Bill Clinton befand. Bei einer anderen, seit 2000 mehrfach wiederholten Expertenbefragung auf C-SPAN erreichte Arthur Platzierungen von 30 bis 35.

### Ehrungen und Denkmäler

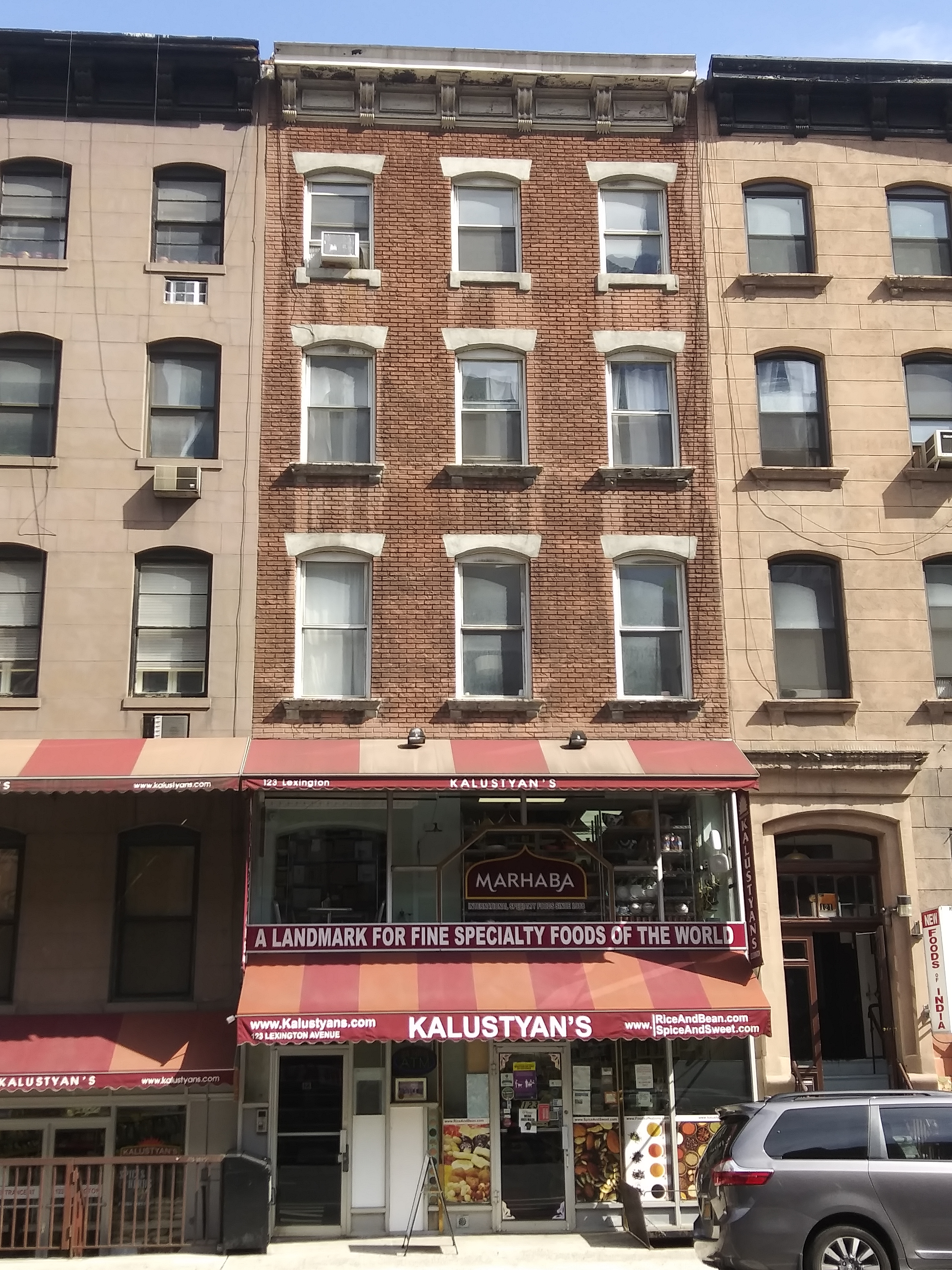
Chester A. Arthur Home (2020). In seinem damaligen Haus wurde Arthur in das Amt des Präsidenten eingeführt. Seit Oktober 1966 ist das Chester A. Arthur Home als Denkmal im National Register of Historic Places („Nationales Verzeichnis historischer Orte“; NRHP) eingetragen.

In der Lexington Avenue in Manhattan ist das Chester A. Arthur Home erhalten, wo Arthur am 20. September 1881 in das Präsidentenamt eingeschworen wurde. Das Gebäude war vor und nach seiner Zeit im Weißen Haus sein Anwesen. Fußläufig entfernt steht in der Nordwestecke des Madison Square Park eine Arthur-Statue von George Edwin Bissell.
Nach Arthur ist das Arthur County in Nebraska benannt.